# الإمارات العربية المتحدة
الإمارات (رسميًا: الإِمَارات العربِيَّة المُتَّحِدة) هي دولة عربية اتحادية تقع في جنوب شرق شبه الجزيرة العربية في جَنوب غرب قارة آسيا. تطل على الشاطئ الجَنوبي الخليج العربي لها حدود بحرية مشتركة من الشمال الغربي مع دولة قطر ومن الشمال الخليج العربي من الغرب حدود برية وبحرية مع المملكة العربية السعودية ومن الجَنوب الشرقي مع سلطنة عُمان. قبل 1971، كانت دولة الإمارات العربية المتحدة معروفة باسم الإمارات المتصالحة أو ساحل عُمان، في إشارة إلى هدنة في القرن 19 بين المملكة المتحدة والعديد من شيوخ العرب، واستُخدِم اسم ساحل القراصنة في إشارة إلى الإمارات في المنطقة من القرن 18 إلى القرن 20 في وقت مبكر. يتكون النظام السياسي في دولة الإمارات العربية المتحدة، استنادًا إلى دستور عام 1971، من عدة هيئات مرتبطة بشكل معقد الإدارة. الإسلام هو الدين الرسمي، واللغة العربية هي اللغة الرسمية، والشريعة الإسلامية المصدر الرئيس للتشريع.
تعدّ دولة الإمارات العربية المتحدة المعاصرة جزءاً من الإقليم الذي عرف تاريخياً باسم إقليم عمان وذكره كثيراً من المؤرخين والكتاب العرب وغيرهم والذي يشمل حالياً سلطنة عُمان ودولة الإمارات العربية المتحدة من هذا المنطلق فإن تاريخ الدولة المعاصرة يدخل في إطار التاريخ العماني والعربي الشامل وقبل ميلاد دولة الإمارات العربية المتحدة كانت المنطقة تسمى مشيخات الساحل العُماني، ثم أطلق عليها الإستعمار ساحل القرصان، ثم تغير هذا الاسم ليصبح مشيخات الساحل المهادن. يقسم تاريخ الإمارات إلى ست مراحل رئيسية عبر العصور المتلاحقة ولا ينفصل تاريخها عن تاريخ المنطقة حولها في مراحل عديدة منه وكان تاريخها مليئاً بالأحداث والتطورات، تراوحت ما بين الحرب والسلام ففي السلم كان لأساطيل سكان المنطقة وخبرتهم البحرية دور كبير في إنعاش التجارة بين الدول المطلة على المحيط الهندي من آسيا وأفريقيا وبين أوروبا عبر طرق التجارة المعهودة ولكن يبدو أن هذا كان أيضاً من مسببات الحروب في المنطقة.
الإمارات هي سابع أكبر منتج للنفط في العالم. وتمتلك واحداً من أكثر الاقتصادات نمواً في غرب آسيا، إن اقتصاد دولة الإمارات يحتل المرتبة 22 على مستوى العالم في أسعار الصرف في السوق وهي ثاني أكبر دولة في القوة الشرائية للفرد الواحد وعلى نسبة عالية نسبياً في مؤشر التنمية البشرية للقارة الآسيوية وتحتل المرتبة 40 عالمياً. دولة الإمارات العربية المتحدة تصنف على أنها ذات الدخل المرتفع والتطوير الاقتصاد النامي من خلال صندوق النقد الدولي. نظام الحكومة في دولة الإمارات العربية المتحدة هو نظام اتحادي دستوري، دولة الإمارات عضو مؤسس في مجلس التعاون لدول الخليج العربية وعضو في جامعة الدول العربية والأمم المتحدة ومنظمة المؤتمر الإسلامي ومنظمة أوبك ومنظمة التجارة العالمية.

## أصل التسمية
ترجع تسمية الإمارات العربية المتحدة إلى الإمارات السبع التي شكلت اتحاداً فيما بينها، وهي: إمارة أبوظبي وإمارة دبي وإمارة عجمان وإمارة الشارقة وإمارة رأس الخيمة وإمارة أم القيوين وإمارة الفجيرة.

## التاريخ

### ما قبل العصر الحديدي
أقدم الآثار البشرية في دولة الإمارات تعود لحوالي 7000 سنة قبل الميلاد، في جزيرة دلما المقابلة لساحل الإمارات وجدت آثار أقدم مستوطنة بشرية مستقرّة في منطقة غرب الخليج. هناك أيضًا عدد من المواقع الأثرية والتراثية في الإمارات التي ترقى للعصر الحجري فما بعده، تتنوع بين آثار قرى بشرية، ومدافن لاسيّما في المنطقة الساحلية للبلاد. العدد الأوفر من اللقى القديمة يعود إلى مرحلة (العصر البرونزي)، ورغم عدم وجود معلومات وافرة عن الحضارات البشرية المتعاقبة خلال تلك الفترة، فإنّه من الممكن تقسيمها إلى ثلاث حلقات؛ الأولى بين 3200 - 2700 قبل الميلاد، حيث وجدت بقايا سيوف ورقائق وصفاح معدنية وأنصال ومدافن جماعية في مناطق جبل حفيت وجبل الأملح. أما الحلقة الثانية بين 2700 - 2000 قبل الميلاد، فتتركز الاكتشافات فيها في جزيرة أم النار، التي تشير إلى حضارة مزدهرة عملت بالتجارة واتصلت بالحضارات والبلاد المجاورة حتى العراق والهند، واكتشفت أواني فخارية ملونة ذات منشأ هندي في تلك البقاع. وللفترة الممتدة بين 2500 - 2000 قبل الميلاد وجدت العديد من بقايا القلاع في تل أبرق وكلبا. تتراجع وفرة المعلومات التاريخية للحلقة الثالثة من مرحلة العنصر البرونزي أي بعد اندثار حضارة أم النار، رغم العثور على آثار حضارية في منطقة شمل الواقعة حاليًا في إمارة رأس الخيمة.

### التاريخ القديم
مع العصر الحديدي تتنوع الآثار التي تعكس النشاط البشري في الإمارات، ومنها أطلال قلعة مربعة الشكل ترقى للقرن الثالث قبل الميلاد، كما ومن الفترة نفسها وجدت آثار على قيام السكان بسك العملة محليّاً؛ وخلال الألف الأول قبل الميلاد أقام الفينيقيون محطات تجارية في البلاد، تظهر آثارها في الفجيرة وخور فكان على وجه الخصوص، جنباً إلى جنب مع مناطق أخرى مجاورة كما في البحرين وجزيرة تاروت السعوديّة التي من المحتمل أن تكون قد اشتقت اسمها من أحد الآلهة الفينيقية.
ومع نشوء الإمبراطورية الإخيمينية اعتبرت مناطق من الساحل الغربي للخليج جزءًا منها، ورغم أن الإسكندر المقدوني قد قضى على الإمبراطورية الإخيمينية إلا أنه أجّل مشاريعه لدخول الجزيرة العربية حتى عودته من الهند وهو ما لم يتم له، وتشير الأدبيات الباقية من تلك الفترة حول الحديث عن «السائل الأسود اللزج التي يستخدم في الإضاءة» دلالة على وجود النفط. ومع اضمحلال الإمبراطورية المقدونية وقسمتها، غدت سواحل البلاد جزءاً من الإمبراطورية الساسانية، والتي استمرت حتى ظهور الإسلام، ازدهرت بها على شكل خاص الطريق التجاري المائي الرابط بين العراق والهند عبر الخليج العربي.

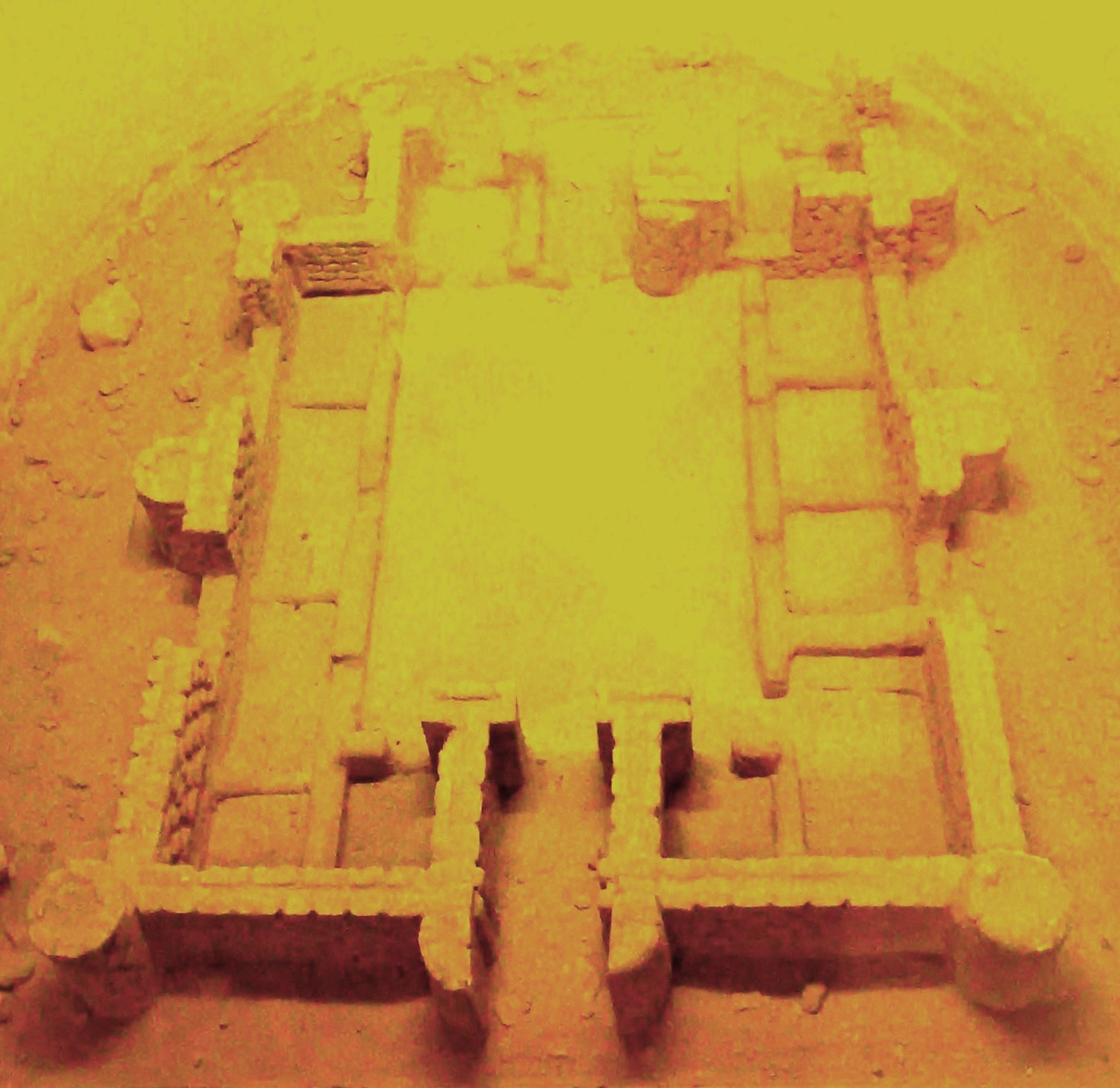
أطلال المدينة الأموية المكتشفة في حي جميرا التاريخي في دبي.

دخل في الإسلام قبائل منطقة الإمارات منذ عهد النبي محمد، وكان قد أوفد عمرو بن العاص وأبو العلاء الحضرمي لنشر الدعوة في مناطق شرق الجزيرة بدءاً من عُمان وصحار وحتى البحرين. بعد وفاة النبي، ارتدت بعض القبائل في منطقة عمان وما جاورها، واستطاع جيش الخليفة أبو بكر الصديق بقيادة عكرمة بن أبي جهل وحذيفة بن محصن البارقي وعرفجة بن هرثمة البارقي من سحق المرتدين بقيادة لقيط بن مالك في معركة اندلعت بالقرب من مدينة دبا في إمارة الفجيرة حاليًا. خلال عهد الخلافة الأموية، ازدهر ساحل الإمارات بوصفه طريقًا مائيّاً للملاحة والتجارة البحرية، ونشطت صناعة السفن، وعثر في حي جميرا ضمن دبي الحالية على بقايا مدينة أموية كانت عقدة للطرق التجارية المتجهة نحو الهند وسواحل جنوب إيران وسواحل أفريقيا الشرقية، وكان لجلفار الواقعة على ساحل الإمارات شمال مدينة رأس الخيمة دوراً مماثلاً، وقد عثر في جلفار على بيوت سكنية وأربعة مساجد ترقى للقرن العاشر الميلادي، الرابع الهجري هي أقدم آثار العمارة الإسلامية في ساحل الإمارات. بكل الأحوال، فإنّ تفكك الدولة العباسية وضعفها، وبُعد ساحل الإمارات عن العاصمة، قد أفضى لظهور نوع من الاستقلال الذاتي في إدارة الشؤون الداخلية للسكان، والتي استمرت متمركزة حول القبيلة؛ وتعدّ الفترة اللاحقة لسقوط الدولة العباسية في بغداد فترة مظلمة في تاريخ الإمارات، إذ لم يترك المماليك ومن ثم العثمانيون آثاراً ظاهرة على الساحل الشرقي للجزيرة العربية.

### القرون الوسطى

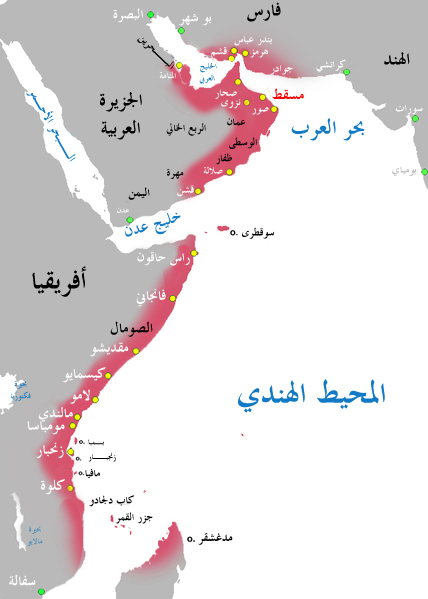
الإمبراطورية العُمانية في أقصى إتساعها

كان لإكتشاف رأس الرجاء الصالح، أثراً سلبياً على طرق التجارة العالمية مع الشرق الأقصى والهند، فعلى سبيل المثال فإن مدينتي جلفار وخور فكان على الساحل الشرقي لعُمان، أصبحتا مدينتين مهجورتين إذ فقدتا مكانتهما بعد أن كانا ميناءً بحرياً هاماً وأخذت التقاليد التجارية العربية بالإنقراض في المنطقة تدريجياً، وقد نشأت في الفترة نفسها مراكز بشرية تجارية على ساحل عمان أقامها البرتغاليون، وكذلك قلاع وحصون لضمان السيطرة على ساحل بحر العرب، والتي تطورت لمعارك عسكرية، فعلى سبيل المثال دمرت خور فكان عام 1506 على يد ألفونسو دي ألبوكيرك.
بعد نحو قرنين من شبه السيطرة البرتغالية على المنطقة، توحد شرق الخليج تحت قيادة الإمام ناصر بن مرشد اليعربي مؤسس دولة اليعاربة التي شملت عُمان والإمارات وأجزاء كبيرة من شرق أفريقيا وعاصمتها الرستاق والتي تمكنت من إخراج البرتغاليين من المنطقة وإضعاف نفوذهم فيها وساهم ذلك في صعود المملكة المتحدة ومملكة هولندا الذين أجهزوا الوجود البرتغالي وانفردوا بالسيطرة على المنطقة في معركة بحرية حاسمة عام 1625م بالقرب من بندر عباس. في القرن 19 عام 1803م وحسب رسالة تعود لوالي بغداد العثماني أوفدها إلى الصدر الأعظم في إسطنبول، أنّ «قبائل بني ياس - أي نواة سكان الإمارات - انضمت للسعوديين، وكذلك قبائل النعيم وبني قتب والقواسم»، وهو ما يفيد ببسط الدولة السعودية الأولى نفوذها على المنطقة وبعد قيام الدولة السعودية الثانية كفلت اتفاقية البريمي عام 1853م بين الأمير عبد الله بن فيصل نائباً عن والده الأمير فيصل بن تركي وهلال بن سعيد آل بو سعيدي نيابةً عن ثويني بن سعيد آل بو سعيدي وكان من الشهود على الاتفاقية الشيخ سعيد بن طحنون آل نهيان. بعد القضاء على الدولة السعودية الثانية عام 1891، انتقل الصراع بين الشيخ زايد بن خليفة آل نهيان وقائمام قطر الذي يعدّ ممثل للعثمانيين، وتزايد النفوذ البريطاني في منطقة شرق شبه الجزيرة العربية الذي أدى إلى توقيع اتفاقية حماية بين بريطانيا وكل من شيوخ الساحل والشيخ قاسم آل ثاني - حاكم قطر.

### بني ياس والقواسم

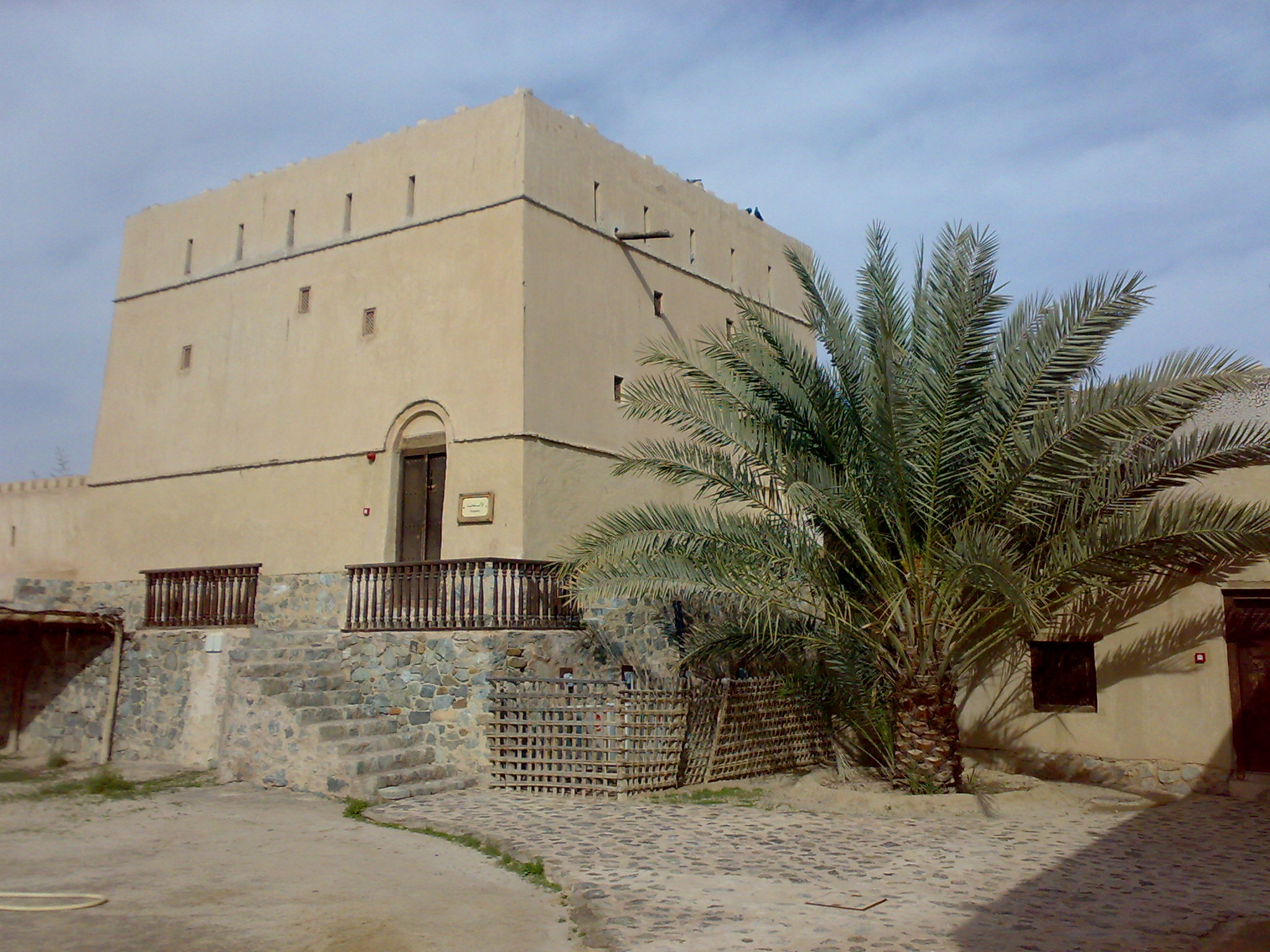
حصن حتا في مدينة حتا، المبني أواخر القرن التاسع عشر.

مع انحلال دولة اليعاربة وانكفاء البرتغاليين، صعد نجم سكان المنطقة في الإدارة، وأهمها حلف من قبائل بني غافر بزعامة القواسم ومركزهم في رأس الخيمة والشارقة، ثم انتشروا نحو مناطق واسعة من شرق الخليج العربي بساحليه الشمالي التابع حاليًا لإيران والجنوبي، وتميزوا بوصفهم قوّة بحرية. والقوة الثانية هم بنو ياس وحلفائهم من القبائل ضمن الحلف الهناوي، وقد أطلق على هذا الحلف اسم «تحالف بني ياس»، وتزعمه آل بوفلاح التي ينحدر منها آل نهيان حكام إمارة أبوظبي، وآل بوفلاسة والتي ينحدر منها آل مكتوم حكام إمارة دبي. في تلك المرحلة لم تتجاوز أعداد سكان المنطقة 72,000 نسمة، وكانت المنطقة تُعرف حتى الخمسينات من القرن العشرين باسم إمارات ساحل عمان؛ أما الإنجليز فكانوا يسمونها «ساحل القراصنة» حتى أبرمت اتفاقية السلام الدائم عام 1853. كان السكان يقطنون في قرى صغيرة متناثرة على ساحل رأس الخيمة والشارقة ودبي وأبوظبي، وبنوا حصونًا لحماية أنفسهم في مناطق التجمع السكاني الرئيسية، أما عماد الاقتصاد فكان صيد السمك واللؤلؤ؛ وقد اعتبرت المملكة المتحدة المنطقة جزءًا من إمبراطوريتها التجارية، وهو ما ساهم في اندلاع عدد من المعارك البحرية بين الأسطول البريطاني وأسطول القواسم المكون من 60 سفينة، بكل الأحوال فقد انتهت العلاقة المتوترة مع بريطانيا بالتوقيع على اتفاقية السلام الدائم عام 1853 لتحقيق السلام البحري وفض النزاعات القبلية واستقلال القبائل في إدارة شؤونها الداخلية، وقد عدلت الهدنة عام 1892 التي منحت بريطانيا شؤون الدفاع والعلاقات الخارجية، مع احترام سيادة مشايخ الإمارات المتصالحة أو إمارات الساحل المتصالح، وقد استمر العمل بهذه الاتفاقية حتى 1971، وقد ساعد الاستقرار بعد توقيع اتفاقية التحالف والصداقة مع بريطانيا على تشكّل الإمارات السبعة بالشكل المعروفة عليه اليوم.
عانت البلاد خلال مرحلة 1920 - 1930 من كساد تجاري لاسيّما مع تراجع أهمية اللؤلؤ وبروز اللؤلؤ الصناعي فضلاً عن الضرائب الباهظة التي فرضت عليه في دول التسويق. في عام 1952 اندلع ما يعرف بحرب البريمي، وهي خلاف حدودي بين إمارة أبو ظبي وعمان والمملكة العربية السعودية، قاد الحركة الشيخ صقر بن سلطان آل حمود النعيمي حاكم البرمي آنذاك متحالفًا مع عدة قبائل؛ إلا أن حداثة أسلحة الإنجليز مكنتهم من السيطرة على المنطقة وذلك في أكتوبر 1955، وإنهاء الحرب بترسيم الحدود بين الدول الثلاث. في عام 1962 اكتشف النفط في إمارة أبو ظبي وصدرت أول شحنة من النفط الخام في العام نفسه، وغدت إمارة دبي تصدر النفط عام 1969.

### الاتحاد وما تلاه

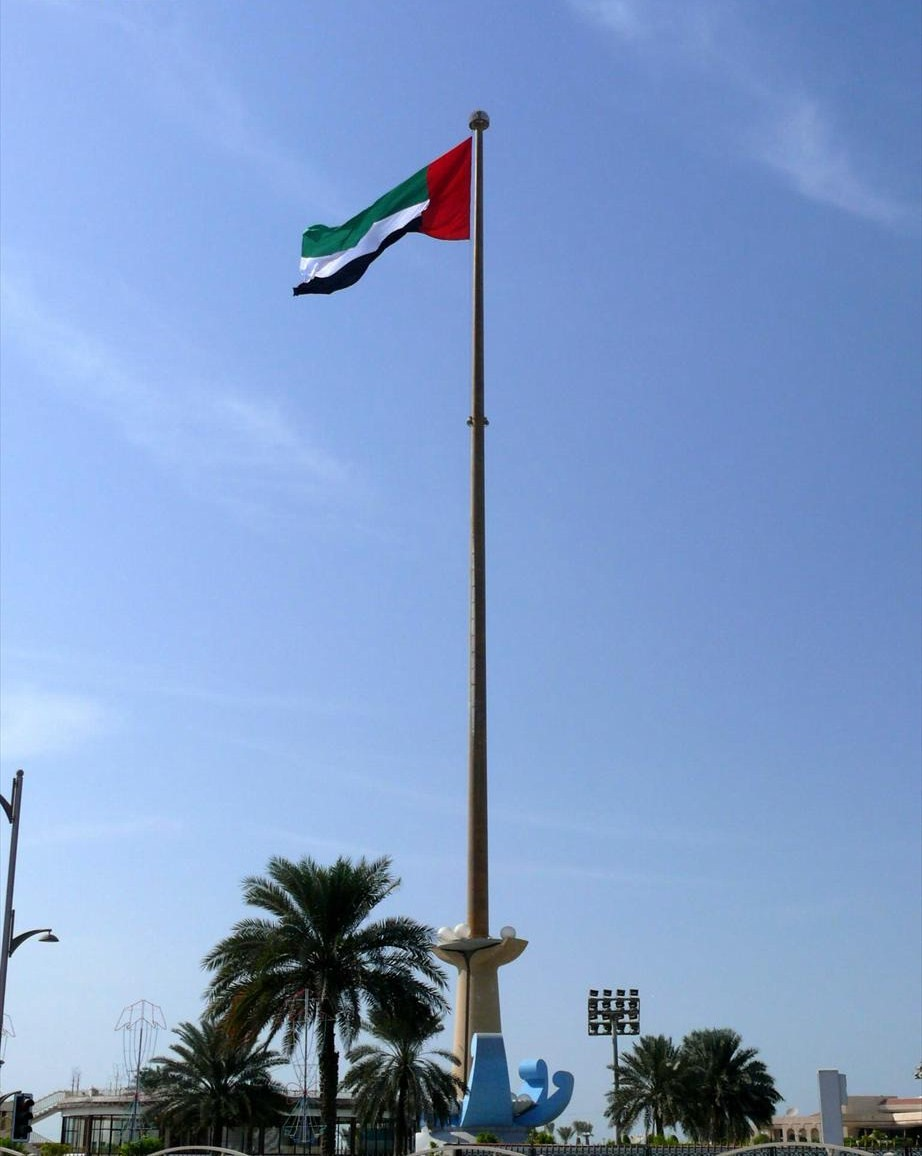
علم الدولة في "بيت الاتحاد" وهو المكان الذي أعلن فيه قيام الدولة واتحاد الإمارات في 2 ديسمبر 1971.

لعلّ أهم التطورات البارزة في مسيرة اتحاد الإمارات السبعة خلال مرحلة القرن العشرين كان تأسيس مجلس حكام الإمارات المتصالحة عام 1967، ومركزه دبي وأتبع بمكتب تطوير اقتصادي وتنموي، وهو الميدان الذي لم يول من قبل اهتمامًا. عام 1968 أعلنت المملكة المتحدة عن رغبتها بالانسحاب من جميع محمياتها ومستعمراتها في شرق المتوسط، وهو ما دفع لعقد اجتماع السميح في 18 فبراير 1968 بين زايد بن سلطان آل نهيان وراشد بن سعيد آل مكتوم لبلورة فكرة الاتحاد، وقد وجها الدعوة بالإضافة إلى الإمارات السبع إلى كل من إمارتي قطر والبحرين، وتمت الدعوة لاجتماع في دبي لبحث مسألة الاتحاد في دولة واحدة، وقد أفضى الاجتماع إلى الموافقة على الاتحاد، وتشكيل لجنة لدراسة الدستور الناظم لآلية حكم البلاد وإدراتها، غير أن قطر والبحرين انسحبتا من المشروع؛ في حين اتفق الشيخ زايد بن سلطان آل نهيان والشيخ راشد بن سعيد آل مكتوم على المضي قدمًا في مشروع الاتحاد وكلفا عدي البيطار، المستشار القانوني لحكومة دبي بكتابة مشروع دستور للدولة، وهو ما أقرّ مبدئيًا في 1 ديسمبر 1971، ونودي في اليوم التالي باستقلال الدولة تحت اسم الإمارات العربية المتحدة في قصر الضيافة في دبي، وقد رفضت إمارة رأس الخيمة المشروع الوحدوي ثم عادت وانضمت له في 10 فبراير 1972.
ترأس الدولة الشيخ زايد بن سلطان آل نهيان حاكم إمارة أبوظبي، والشيخ راشد بن سعيد آل مكتوم حاكم إمارة دبي نائبًا لرئيس الدولة وشُكل المجلس الأعلى للاتحاد من الرئيس ونائبه وباقي حكام الإمارات الموقعة على الدستور، وشكل مجلس وزراء الإمارات برئاسة الشيخ مكتوم بن راشد آل مكتوم. وانضمت الإمارات إلى جامعة الدول العربية في 6 ديسمبر 1971، والأمم المتحدة في 9 ديسمبر 1971؛ وأُنشئ المجلس الاستشاري الاتحادي في يوليو 1971 لتعقد أولى جلساته في 13 ديسمبر سنة 1972، وأعيدت هيكلته تحت اسم المجلس الوطني الاتحادي عام 1975. ولاحقًا، كانت الإمارات من الدول المؤسسة لمجلس التعاون لدول الخليج العربية في قمة أبو ظبي يوم 25 مايو 1981.
في يناير 1972 أفشلت الحكومة الإماراتية محاولة انقلابية فاشلة قام بها الشيخ صقر بن سلطان القاسمي الحاكم السابق لإمارة الشارقة، في 1973، شاركت الإمارات في حرب 1973 بقوة عسكرية وبقطع النفط عن الدول الداعمة لإسرائيل. في 1975 شاركت الإمارات في قوات الردع العربية خلال الحرب الأهلية اللبنانية. في عام 1980 اندلعت حرب الخليج الأولى على خلفية الجزر الثلاث التي تعدّها إيران جزءًا من أراضيها وتعدّها الإمارات أراض محتلة، ولم تدخل الإمارات طرفًا عسكريًا في النزاع، إذ كان نظام صدام حسين العراقي معلن الحرب؛ في فبراير 1991 كانت الإمارات جزءًا من التحالف الدولي لتحرير الكويت من الغزو العراقي خلال حرب الخليج الثانية. في 2 نوفمبر 2004، توفي مؤسس اتحاد الإمارات العربية الشيخ زايد بن سلطان آل نهيان. وتولى ابنه الأكبر الشيخ خليفة بن زايد آل نهيان بعد أن تم انتخابه من قبل المجلس الأعلى للاتحاد.

## الجغرافيا

### الموقع والتضاريس

خارطة الإمارات العربية المتحدة.

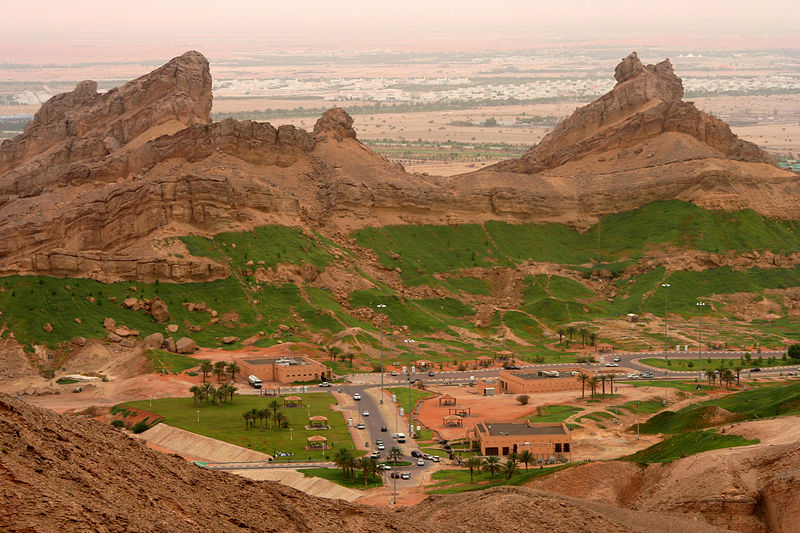
جبل حفيت، في العين، أبوظبي، ويحوي أحد أبرز منتجعات البلاد.

تقع الإمارات العربية المتحدة في غرب آسيا على الساحل الشرقي لشبه الجزيرة العربية، ممتدة بين خطي عرض بين 22 و 26,5 درجة شمالاً وخطي طول 51 و 56,5 شرق خط غرينتش. يحد دولة الإمارات شمالاً الخليج العربي، وشرقاً خليج عمان وسلطنة عمان، وتحدها جنوباً المملكة العربية السعودية وسلطنة عمان، وغرباً دولة قطر والمملكة العربية السعودية، يبلغ طول الحدود البرية مع الدول المجاورة 876 كم، 457 مع المملكة السعوديّة و 410 مع سلطنة عمان، إلى جانب حدود متنازع عليها مع قطر بطول 19 كم2. يمتد ساحل الإمارات مسافة 644 كيلومتراً على الساحل الجنوبي من الخليج العربي، بادئاً من قاعدة شبه جزيرة قطر غرباً، وحتى رأس مسندم شرقاً. وجميع الإمارات السبعة تتقاسم شاطئ الخليج ما عدا إمارة الفجيرة التي تمتد سواحلها على خليج عمان بطول 90 كيلومتراً. تبلغ مساحة الإمارات 83.600 كم2، وتشكّل إمارة أبو ظبي القسم الأكبر من أراضي الدولة إذ تشمل إجمالي مساحتها 86.77% من المساحة الكلية للإمارات، أما أصغر الإمارات فهي إمارة عجمان وتبلغ مساحتها 285 كم2، فقط.
الطبيعة التضريسية لمعظم أراضي الإمارات، هي صحارى تتخللها واحات، هي امتداد طبيعي لصحراء الربع الخالي السعودية، وتدعى أيضاً «المنطقة المنخفضة» وترتفع عن سطح البحر 300 متراً فحسب، وهي غنيّة بالكثبان الرملية، والسبخات وأكبرها سبخة مطي في الجزء الغربي من الإمارات، وتمتد نحو الجنوب بطول 120 كم مجتازة أراضي السعودية. السلاسل الجبلية تشكل القسم الثاني من طبيعة الإمارات الصحرواية، وأهمها: سلسلة الجبال الشمالية الموازية لخط ساحل عمان، وتصل أعلى قممها وهو جبل حفيت إلى 1200 متراً فوق مستوى سطح البحر. القسم الثالث من تضاريس الإمارات هو القطاع الساحلي ذي الشواطئ الرملية ما عدا مناطق شمال في رأس الخيمة التي تشكّل رأس سلسلة جبال حجر. القطاع الساحلي يحوي أيضاً العديد من القباب الملحية التي تشكل جزراً صغيرة في البحر وتلالاً على اليابسة، ويعدّ جبل الظنة الذي يبلغ ارتفاعه 99 متراً، أحد هذه التمظهرات التضريسية.
قبالة الساحل تتبع للإمارت مئات من الجزر الصغيرة المتناثرة في الخليج، نحو 200 منها يتبع إمارة أبو ظبي وحدها، وأهمها: جزيرة صير بني ياس التي تحولت إلى واحة، ومحمية طبيعية للحيوانات والطيور؛ ومن الجزر الهامة التي تتبع إمارات أخرى جزيرة داس، وجزيرة أبو الأبيض بالشارقة، والجزيرة السينية بأم القيوين. أكبر ميناء طبيعي هو في دبي؛ وقد وسّعت الدولة من موانئها البحرية، وأكبر الموانئ الصناعية المنشأة هما مينائي أبو ظبي والشارقة. الجزر العديدة التي تقابل ساحل الإمارات والشعاب المرجانية والرملية المتنقلة، تشكل خطراً على حركة الملاحة البحرية في المنطقة الحيوية من الخليج، كما تسبب بقوة حركات المد والجزر والعواصف، وهو ما يؤدي إلى تعقيد حركة السفن.

### المناخ

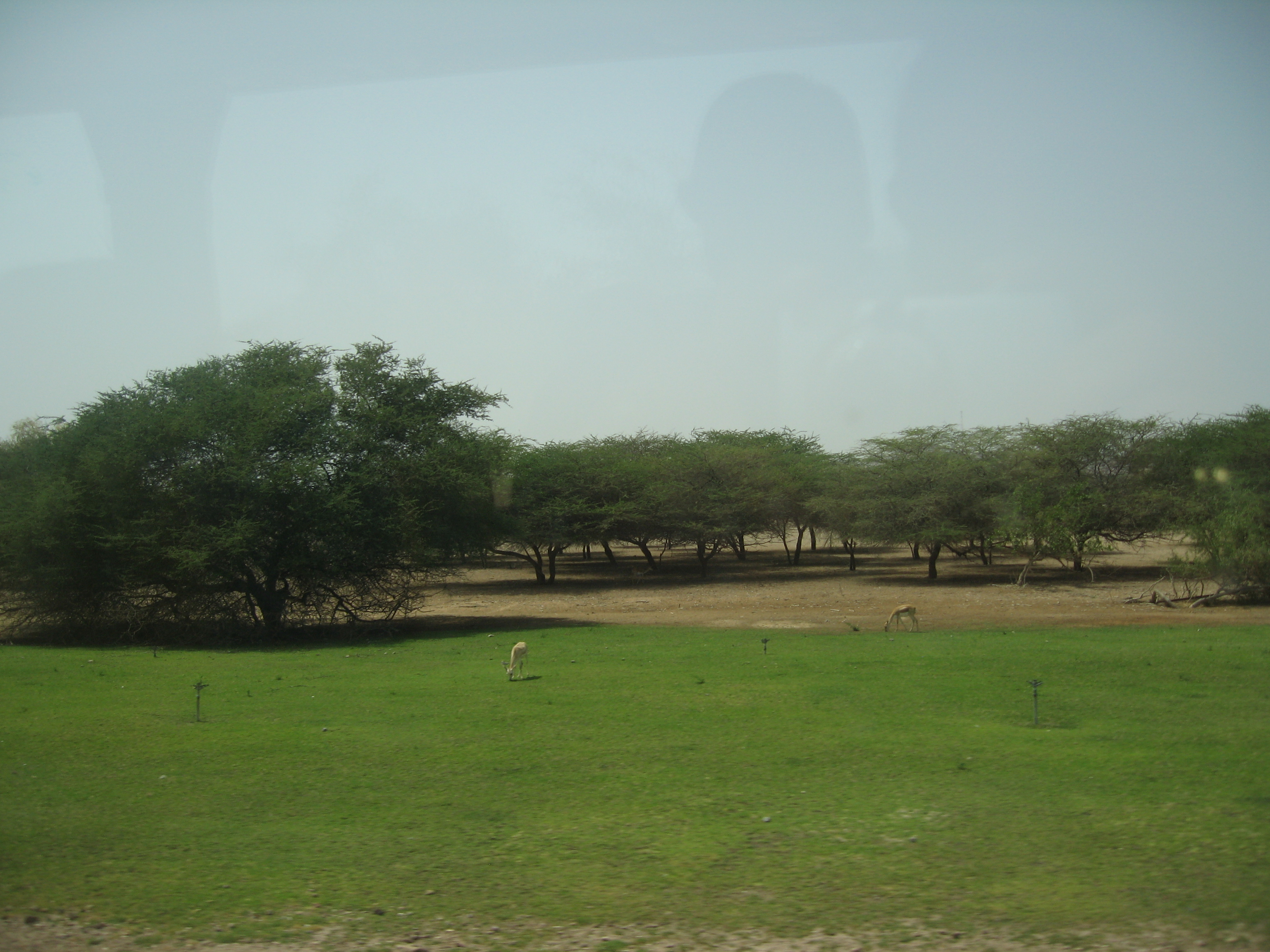
جزيرة ياس، المحمية الطبيعية للنباتات والحيوانات، في أبوظبي.

مناخ الإمارات مداري وجاف؛ تخضع الدولة لبعض التأثيرات القادمة من المحيط الهندي عبر خليج عمان. أعلى درجات الحرارة والتي تصل إلى 47 درجة مئوية تسجّل في فصل الصيف، في حين يسجّل متوسط المدى الحراري السنوي للصيف بين 35 - 40 درجة؛ أما فصل الشتاء، فهو أقصر ويمتدّ من ديسمبر حتى فبراير تنخفض فيه درجات الحرارة لا سيّما في المناطق الداخلية. بخصوص الرياح، فإن الرياح الموسميّة التي تهبّ على الإمارات، تشتدّ في الربيع والقسم الأخير من الصيف، ويُميّز بها عائلتان، الشمالية الجافّة التي تساعد في تلطيف الحرارة ما لم تكن محمّلة بالأتربة، والشرقية الشديدة الرطوبة غالبًا. الأمطار في الإمارات قليلة التساقط، وعادة ما تكون مصحوبة بعواصف رعديّة في شهري ديسمبر ويناير من كل عام، ويكثر الهطل المطري في إمارتي الفجيرة ورأس الخيمة نظرًا لموقعهما الجغرافي وقربهما من سلاسل الجبال؛ وقد أقامت الدولة سدودًا عديدة لتخزين مياه الأمطار ومنها: سد الشوب وسد حام وسد وادي الغيل، وسواها. أما الرطوبة في الإمارات تتراوح نسبتها خلال فصل الصيف بين 60 - 100% لا سيّما على الساحل المأهول، وتنخفض في المناطق الداخلية.

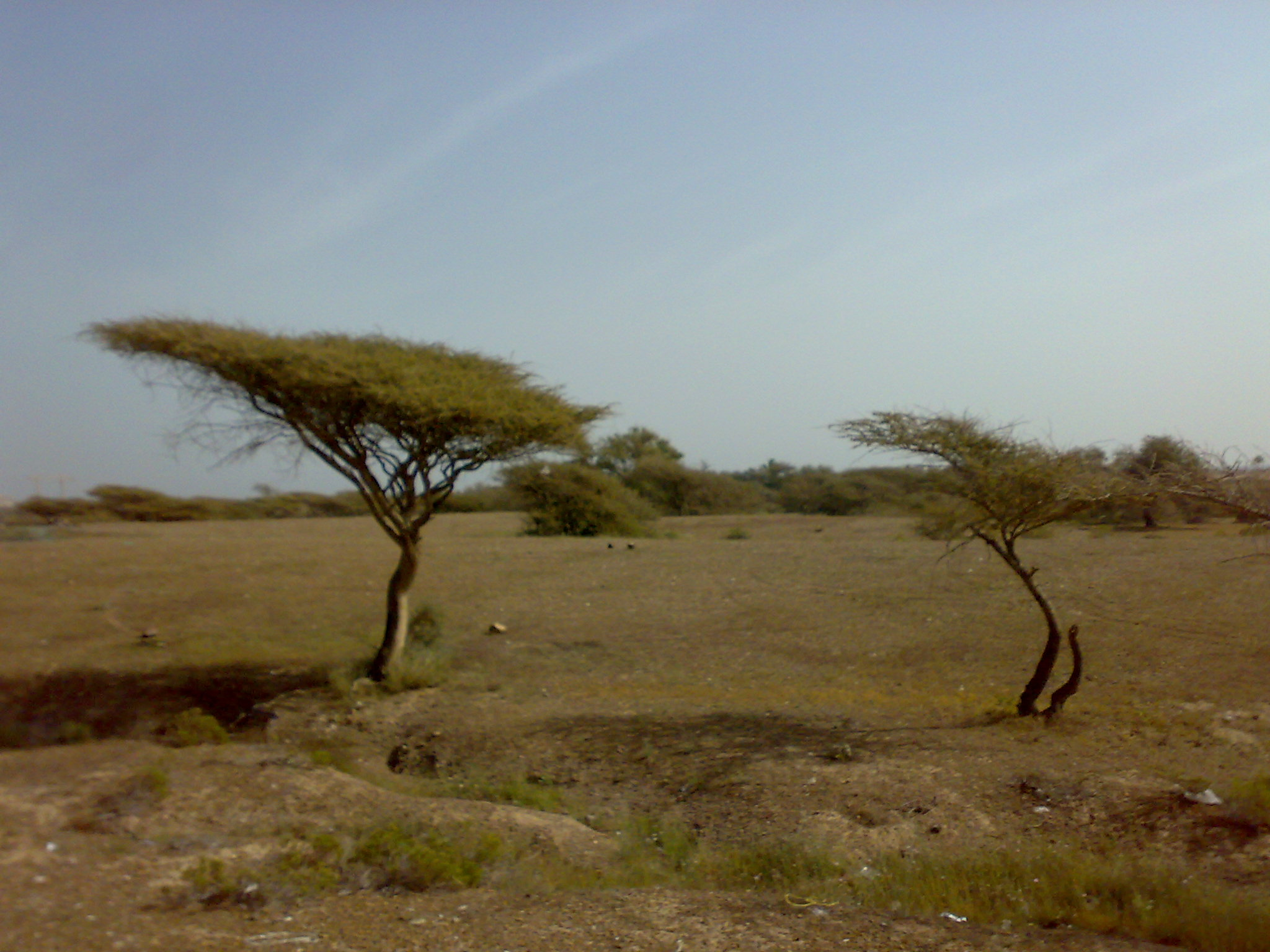
أشجار الطلح قرب الفجيرة.

### الغطاء النباتي والحيواني
الغطاء النباتي والحيواني في الإمارات، شبيه بالسائد في المناطق المناخية الصحراوية إجمالاً، فهو رقيق ويتكاثف في الواحات، ويتكون أساسًا من أشجار النخيل والسنط والكينا، مع بعض الأعشاب والحشائش المنتشرة في الصحراء. عانى الغطاء الحيواني في الإمارات من خطر الانقراض بسبب الصيد المكثف، ما دفع الشيخ زايد بن سلطان آل نهيان في عقد السبعينات لتأسيس محمية طبيعية في جزيرة بني ياس، وهو ما أدى إلى الحفاظ على عدد من الحيوانات الوطنية أمثال المها العربي والفهود. على صعيد الثروة السمكية، فإن ساحل الإمارات غني بالتونة والماكريل وأنواع أخرى من الأسماك، كذلك يوجد وبكثافة أقل أسماك القرش. تشرف الهيئة الاتحادية للبيئة على القطاع البيئي وتنميته في الإمارات، وتعدّ الدولة يوم الرابع من فبراير يومًا وطنيًا للبيئة، كما تعدّ الدولة طرفًا في المعاهدات الدولية حول التنوّع البيولوجي، وتغيّر المناخ، ومكافحة التصحّر، وحماية الأصناف المهددة بالانقراض، والنفايات الخطرة، والنفايات البحرية، وحماية طبقة الأوزون.

## الإقتصاد

برج خليفة، وعلامة بارزة في دبي

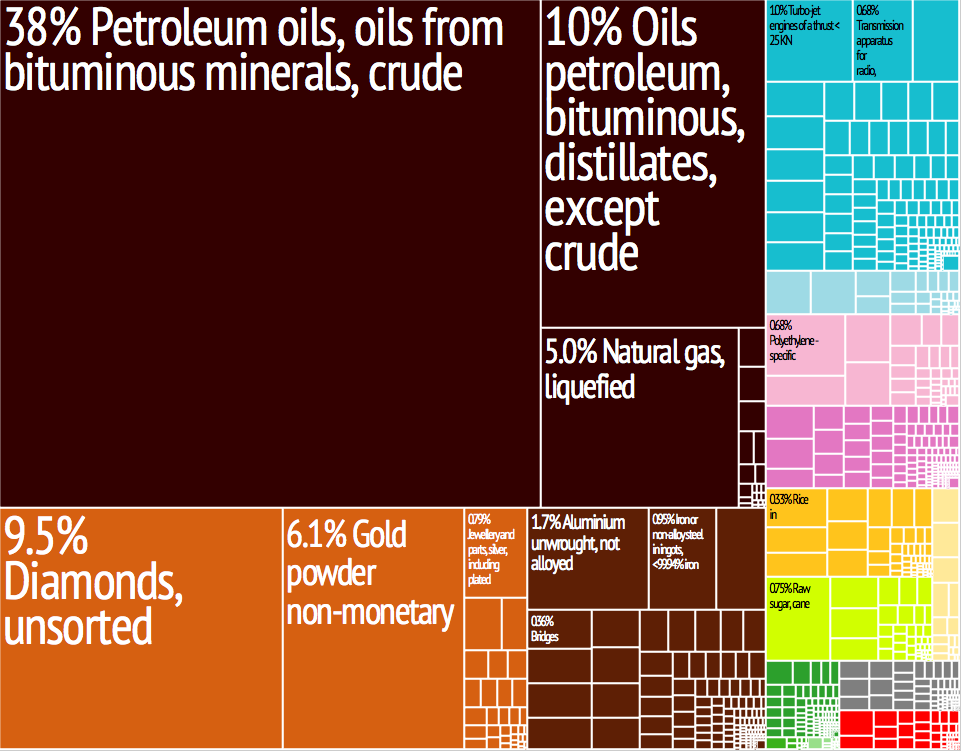
تصوير بياني لصادرات دولة الإمارات العربية المتحدة 'منتج في 28 فئات مرمزة.

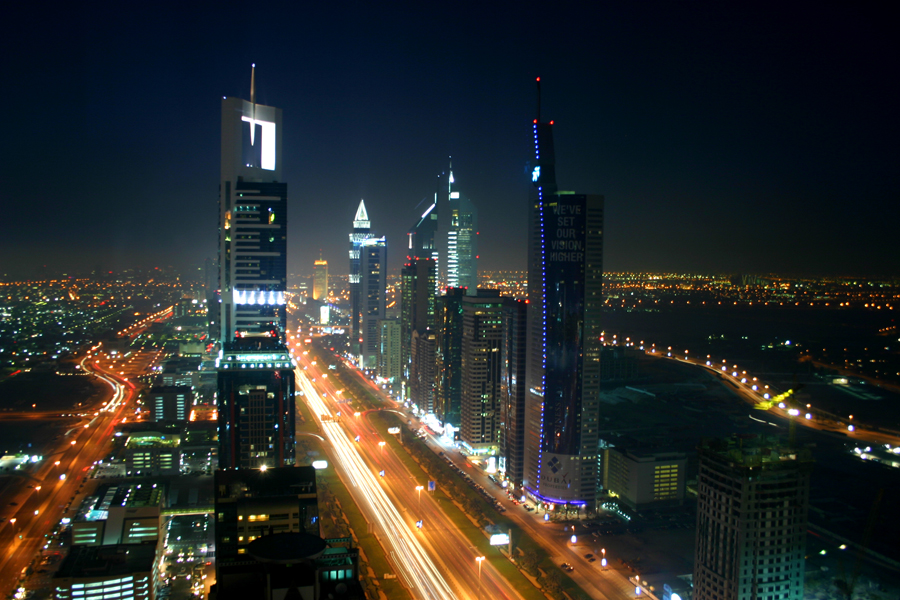
أفق دبي، ثاني أكبر امارة بعد أبوظبي.

تعد الإمارات واحدة من أغنى الدول العربية ودخل الفرد فيها مرتفع، وهي إحدى الدول البترولية التي يعتمد اقتصادها بصفة أساسية على المواد البترولية وصناعاتها وقد قامت الإمارات بتحديثات هامة لاقتصادها بهدف تقليل اعتمادها على البترول وتعدّ مدينة دبي المركز المالي الأول للإمارات ومنطقة الخليج العربي ككل وتعدّ من أهم مراكز الاقتصاد العالمي وأغلب القوى العاملة في الدولة من العمالة الآسيوية خاصة هنود وباكستانيون وإيرانيون وبنغاليون وفلبينيون وصينيون ومن العرب غير الإماراتيين الذين استقروا بالإمارات من مصر وسوريا ولبنان وفلسطين وغيرها كما توجد عمالة قليلة من الولايات المتحدة والاتحاد الأوروبي، ويوجد في الإمارات أعلى نسبة للأثرياء في العالم حيث زاد عددهم عن 55 ألف مليونير معظمهم من الإمارتيين.
ويتميز اقتصاد دولة الإمارات العربية المتحدة بأنه اقتصاد مفتوح ونشط يعتمد على تنويع موارده وتوافر مجتمع آمن وهو مؤسس على عدة دعائم جعلته يرتقي بدولة الإمارات لتحتل مراتب متقدمة بين دول العالم وخاصة من الناحية الاقتصادية، فهو اقتصاد قائم على بنية تحتية متطورة ومعرفة مستدامة مع تطوير للموارد والمحافظة على العلاقات المتميزة مع بقية دول العالم على مختلف الأصعدة إضافة إلى تفعيل دور القطاع الخاص وتقديم خدمات تعليمية وصحية عالية الجودة وغير ذلك الكثير الأمر الذي جعل من دولة الإمارات العربية المتحدة وجهة عالمية للشركات والباحثين عن العمل إضافة إلى كونها بيئة ملائمة للاستثمار من كافة الوجهات العالمية. ويعدّ معدل دخل الفرد فيه من أعلى المعدلات في العالم وكذلك الأمر بالنسبة للفائض التجاري السنوي. وقد بلغ الناتج المحلي الإجمالي في عام 2009 بالاعتماد على القوة الشرائية كمعيار 400.4 مليار دولار
ومما لا شك فيه أن توافر الموارد المالية لم يكن السبب الوحيد وراء التنمية الاقتصادية في دولة الإمارات العربية المتحدة، بل أيضا تصميم وحسن إدارة الموارد في إطار تحقيق أهداف واضحة، فقد تمكن اقتصاد دولة الإمارات خلال فترة قياسية من تحقيق معدلات نمو إيجابية بفضل ما يتمتع به من بنية تحتية ضاهت مثيلاتها في كبريات دول العالم وتشريعات اقتصادية مرنة وبيئة ملائمة للاستثمار، كما تمكن الاقتصاد الوطني من الانتقال التدرجي من الاقتصاد القائم على النفط إلى اقتصاد متنوع تساهم فيه قطاعات الإنتاج والخدمات غير النفطية بأكثر من ثلثي الناتج المحلي، كل ذلك انعكس على مستويات المعيشة ورفاهية الأفراد حيث صنفت الإمارات من أوائل الدول في مستوى الرفاهية.
اعتمد اقتصاد دولة الإمارات العربية المتحدة قبل اكتشاف النفط في الخمسينيات من القرن الماضي على قطاعي صيد الأسماك وصناعة الؤلؤ التي كانت آخذة بالإنحسار، ولكن بدء من عام 1962 أخذت ملامح الاقتصاد تتغير مع بدء أبو ظبي بأعمال تصدير النفط.
ومع تاريخ إعلان الاستقلال اعتبرت دولة الإمارات من الدول الغنية مع الأخذ بعين الاعتبار حصة الفرد من إجمالي الناتج المحلي حيث تجاوز 2000 دولار أمريكي. هذا ويعدّ اقتصاد دولة الإمارات الاقتصاد ال 30 عالميا من حيث معدلات تبادل القطع الأجنبي. ولدولة الإمارات مؤشر عالي نسبيا في إطار التنمية البشرية في قارة آسيا، وقد تبوأت المركز ال 30 عالميا في عام 2011، وقد تم تصنيف دولة الإمارات في المركز 14 عالميا كأحد أفضل الدول لممارسة الأعمال بالنظر إلى اقتصادها وبيئتها التنظيمية بحسب تقرير ممارسة الأعمال الذي نشر من قبل البنك الدولي عام 2011.

### النمو الاقتصادي

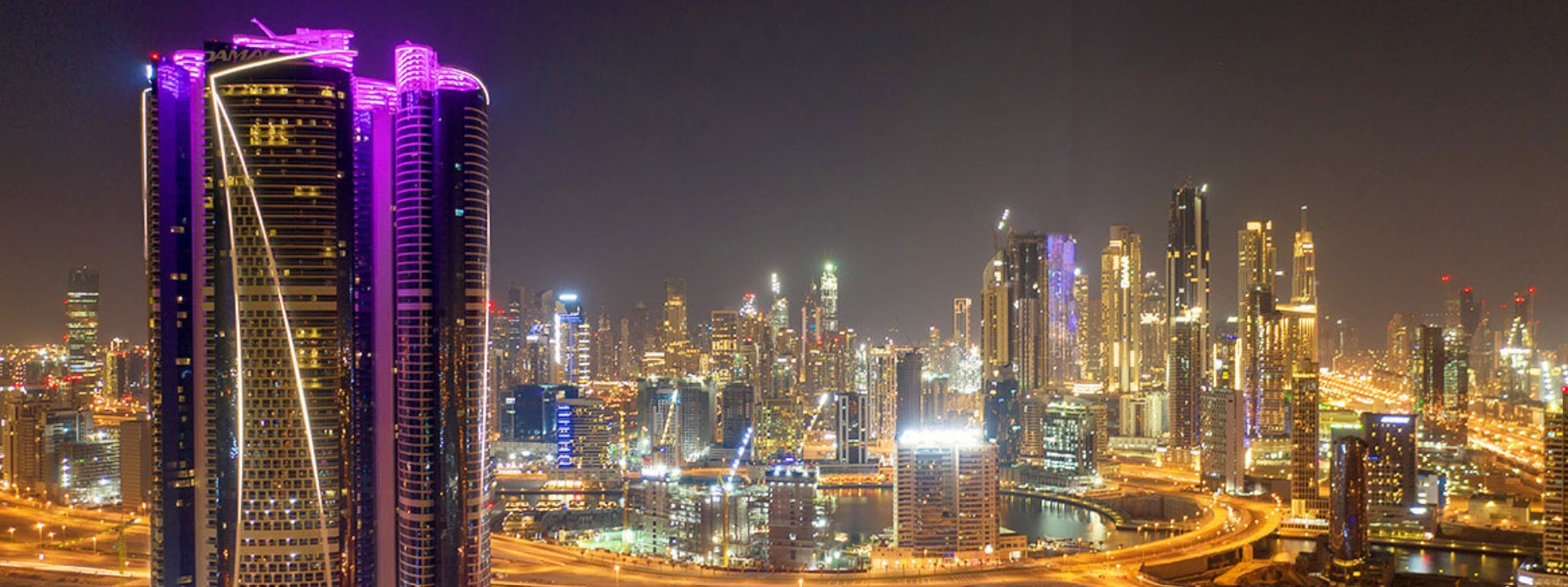
أبراج باراماونت.

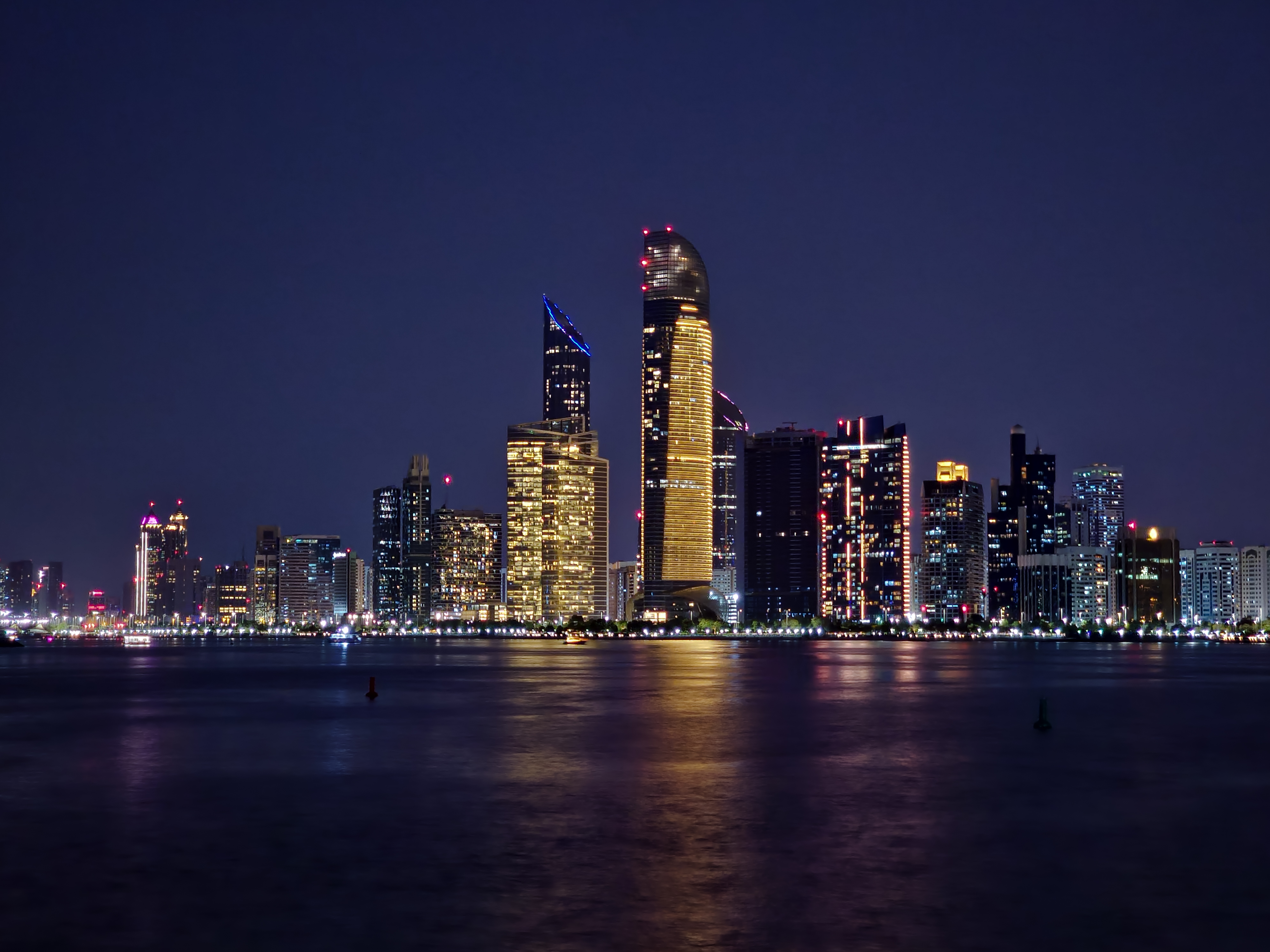
أبو ظبي العاصمة الإقتصادية للإمارات العربية المتحدة.

واجه الاقتصاد العالمي تحديا صعبا مع الأزمة الاقتصادية التي لا تزال تخيم على معظم اقتصاديات دول العالم، إلا أن اقتصاد دولة الإمارات العربية المتحدة سار في طريق التعافي والتحسن التدريجي كما يعكس ذلك معدلات النمو حيث بلغ ناتجها المحلي الإجمالي عام 2010 ما يقارب التريليون درهم مقابل ستة مليارات و/500 / مليون درهم خلال عام 1971 بزيادة قدرها /150 / في المائة. فيما بلغ نصيب الفرد من هذا الناتج / 132 / ألف درهم خلال عام 2010 مقابل /100 / ألف درهم خلال عام 1975 بينما انخفضت نسبة التضخم من ثمانية في المائة خلال عام 1979 إلى / 88 ر0 / في المائة عام 2010.
هذا وتماشياً مع سياسة الدولة في تنويع موارد الاقتصاد فقد زادت نسبة مساهمة القطاعات غير النفطية في الناتج المحلي لتصل إلى 70% خلال عام 2010 مقابل 10% خلال عام 1971؛ حيث حرصت قيادة دولة الإمارات العربية المتحدة منذ إعلان الاتحاد على استخدام مردود الموارد النفطية في بناء بنى تحتية متطورة عززت مكانتها وأهلتها لتكون مقرًا لكبرى الشركات العالمية ومقصدًا لرجال الأعمال ووجهة سياحية متميزة وذلك بفضل المقومات الاقتصادية الضخمة التي تمتلكها، والسياسات الاقتصادية الحكيمة التي تعتمد على الانفتاح والتنوع والمرونة حيث قدر تقرير غربي أصول الإمارات الأجنبية بنحو 550 مليار دولار نهاية 2010، متوقعًا ارتفاعها إلى رقم قياسي يناهز 600 مليار دولار نهاية 2012.
وتطور الناتج المحلي الاجمالي لدولة الامارات 2011 و 2023 حسب بيانات المركز الاتحادي للتنافسية والاحصاء باشكل التالي
- 2011 -1.13 تريليون درهم - بنموقدره 6.9%
- 2012 - 1.19تريليون درهم - بنمو قده 4.5%
- 2013 - 1.24تريليون درهم - بنمو قدره 5.1%
- 2014 - 1.3 تريليون درهم - بنمو قدره 4.4%
- 2015 - 1.37 تريليون درهم - بنمو قدره 5.1%
- 2016 - 1.41 تريليون درهم - بنمو قدره 3%
- 2017 - 1.44 تريليون درهم - بنمو قدره 2.4%
- 2018 - 1.46 تريليون درهم بنمو قدره 1.2%
- 2019 - 1.517 تريليون درهم - بنمو قدره 3.4%
- 2020 - 1.442تريليون درهم -  بتراجع قدره 4.96%
- 2021 - 1.499 تريليون درهم - بنمو قدره 3.9%
- 2022 - 1.623 تريليون درهم - بنموقدره 7.9%
- 2023 - 1.68 تريليون درهم - بنمو قدره 3.6%

وفي ظل نسبة النمو المرتفعة فقد توقع صندوق النقد العربي نمو اقتصاد دولة الامارات بنسبة 3.9% في العام 2024 لترتفع إلى 6.2% في العام 2025،  لتكون دولة الإمارات من أفضل دول العالم من حيث معدلات النمو و تؤكد أهمية تطوير الاقتصاد ليكون اقتصادًا معرفيًا عالي الإنتاجية.
ولتحقيق ذلك حددت إستراتيجية الحكومة الاتحادية 2011- 2013 مجموعة من التوجهات الإستراتيجية تعزز مشاركة القوى العاملة المواطنة وتطور قدراتها إلى جانب زيادة الكفاءة والمرونة والإنتاجية في سوق العمل، حيث تركز هذه الإستراتيجية على دعم المشاريع الصغيرة والمتوسطة وتطوير وتشجيع ريادة الأعمال ودعم القطاعات الحالية والناشئة ذات الإنتاجية العالية والقيمة المضافة فضلًا عن أن الدولة اعتمدت استرايجية قائمة على دعم هذا القطاع الذي يشهد نموًا متزايدًا منذ خمس سنوات يؤكد مدى جاذبية الاقتصاد الوطني للاستثمار وقوته وتنوعه وسلامة بيئته التشريعية مما ينعكس إيجابا على زيادة مساهمة القطاع الصناعي في الناتج الإجمالي للدولة ليصل إلى 25 % وصولًا إلى تقليل الاعتماد على النفط كمصدر رئيس للدخل.
وتعكف الوزارة حاليًا على إعداد إستراتيجية صناعية للدولة تنسجم وإستراتيجة الحكومة الاتحادية ورؤية الإمارات 2021 وصولا إلى إرساء نظام اقتصادي مستدام مبني على المعرفة يتميز بالتنوع ويشجع المشروعات الصغيرة والاستثمار بجانب قدرته على الإندماج في الاقتصاد العالمي بما يحقق فرصًا أفضل لمختلف القطاعات، إضافة إلى استقطاب الكفاءات والمحافظة عليها وتنمية الصادرات وتعزيز مكانة الدولة في قطاع التجارة الدولية وتشجيع الإبتكار والبحث والتطوير فضلًا عن تركيزها على زيادة مساهمة قطاع الصناعة في الناتج المحلي إلى 25 في المائة خلال السنوات المقبلة باعتباره محركًا رئيسا لتنميتها الاقتصادية. من الجدير بالذكر أن الإمارات حازت المركز 31 في مؤشر الابتكار العالمي عام 2023، لكنها تراجعت للمركز 32 في مؤشر عام 2024.

وبلغت مشاركة هذا القطاع في الناتج المحلي حوالي 16.4% عام 2009 مقابل واحد في المائة عام 1971، بينما بلغ عدد المنشآت الصناعية العاملة في الدولة نهاية عام 2010 حوالي 4960 منشأة تبلغ استثماراتها في مختلف إمارات الدولة حوالي 101 مليار و 189 مليون درهم. وتبوأت دولة الإمارات خلال عام 2010 المرتبة الـ 13 بين أكبر الدول المصدرة حيث بلغ حجم صادراتها حوالي 235 مليار دولار بنسبة اثنين في المائة من صادرات العالم من السلع الإجمالية، بينما تبوأت الدولة المرتبة الـ 18 بين الدول المستوردة في العالم؛ حيث بلغت قيمة وارداتها 170 مليار دولار من السلع التجارية بنسبة 4 ر1 في المائة من إجمالي واردات العالم.
وتعم إستراتيجية الحكومة قطاع السياحة لدورة الرئيس في تعزيز مسيرة تطور الدولة الاقتصادي حيث استقطب حوالي 10 ملايين سائح عام 2010 بينما تتطلع إلى استقطاب 15 مليون سائح عام 2020 فضلاً عن حرصها على تطوير قطاع الطيران المدني من خلال استثمار حوالي 500 مليار درهم بحلول عام 2020 كونها تمتلك حاليًا بنية تحتية نموذجية أهّلت مطاراتها أن تكون الأسرع حول العالم وشركات طيرانها الأكثر نموا.
ونجحت وزارة الاقتصاد في تعزيز سياسة انفتاح دولة الإمارات على العالم خلال عام 2011 من خلال مجموعة من النشاطات والمشاريع الإستراتيجية ساهمت في فتح آفاق تعاون جديدة مع عدد من دول العالم تعدّ علاقاتها إستراتيجية بالنسبة للدولة، حيث حرصت وزارة الاقتصاد من خلال هذه النشاطات على تعزيز أطر التواصل الدولي وتبادل الخبرات في مجال تطوير المشاريع الصغيرة والمتوسطة وتشجيع ثقافة الإبتكار والإبداع وعلى تطوير خدماتها الإلكترونية. كما نجحت الدولة في أتمتة حوالي 90 في المائة من هذه الخدمات، فيما تسعى إلى الوصول إلى 100 في المائة خلال عام 2012.

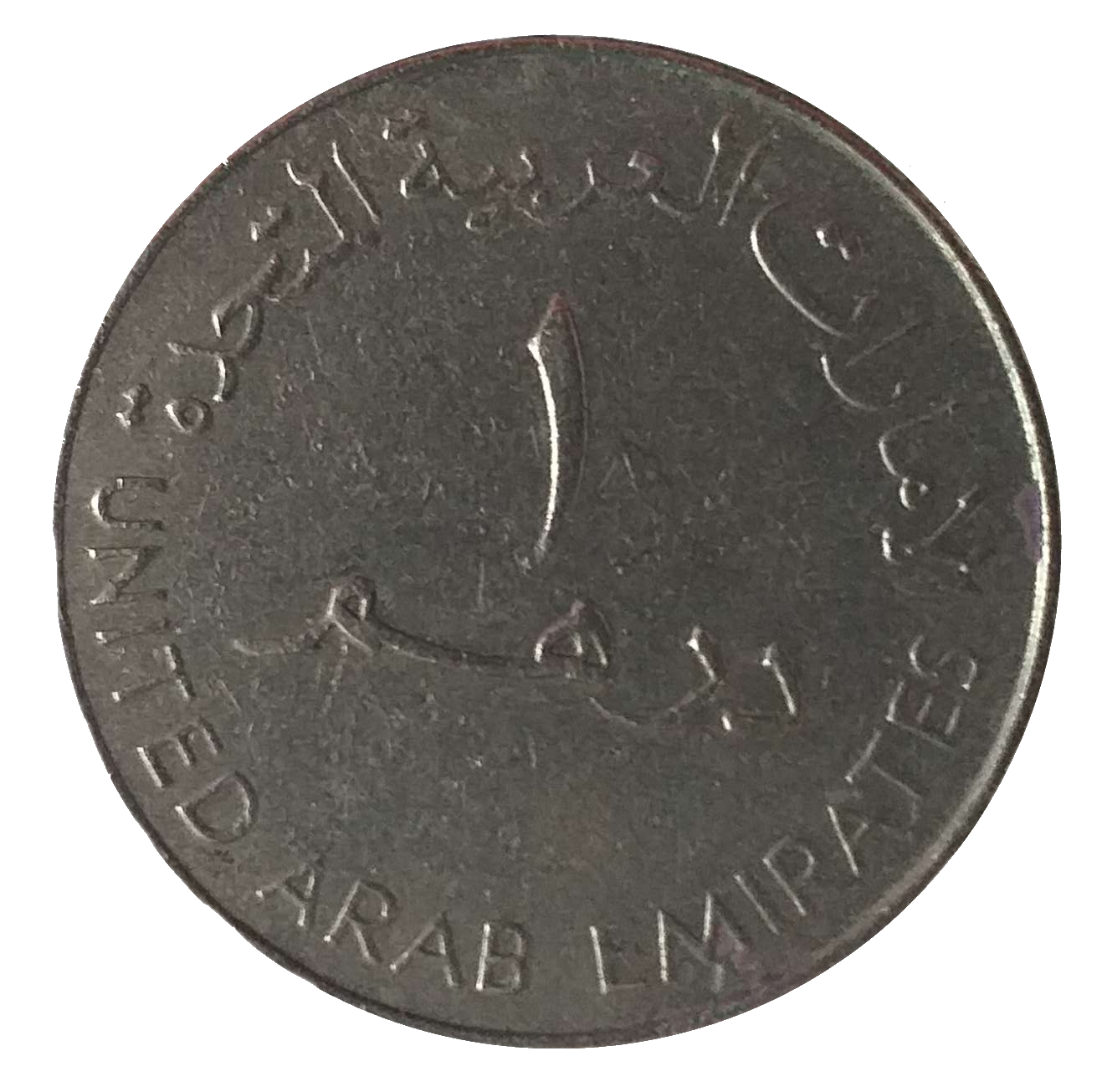
درهم إماراتي.

### العملة الرسمية
الدرهم الإماراتي هو الوحدة الأساسية لعملة الإمارات العربية المتحدة، ويتكون الدرهم من 100 فلس صادرة عن مصرف الإمارات العربية المتحدة المركزي، ويرتبط الدرهم إماراتي بالدولار الأمريكي بسعر مقداره 3.67 درهم للدولار الواحد. وتكاد تكون ثابتة وليس هناك قيود على الصرافات وتبادل العملات.

### التصدير وإعادة التصدير
لقد حققت الصادرات السلعية تطورًا كبيرًا؛ ففي عام 1972 كانت قيمة الصادرات 5.3 مليارات درهم وارتفعت إلى 112.1 مليار درهم، كما ارتفعت أيضًا الواردات السلعية من 2.2 مليار درهم عام 1972 إلى 103.6 مليار درهم. تطور العمالة نتيجة للنشاط الاقتصادي الواسع الذي شهدته الدولة خلال السنوات الماضية، ارتفع عدد العاملين من 145 ألف عامل عام 1972 إلى مليون 395 ألف عامل عام 1998، وقد رافق تطور حجم العمالة تطور كبير في حجم الأجور، إذ بلغ معدل النمو في الأجور خلال الفترة 1972-1998 نحو 19.1% سنويا، مقابل 9.1% سنويا للعمالة ومن ناحية أخرى ونتيجة لإدخال الأساليب الحديثة في العمل وكذلك التوسع في عمليات التدريب، فقد تطورت كفائة العاملين وبدرجة ملحوظة. وتقدر العمالة الأجنبية وفق احصاءات 2013 بـ خمسة ملايين فرد.

## البنية التحتية والخدمات العامة

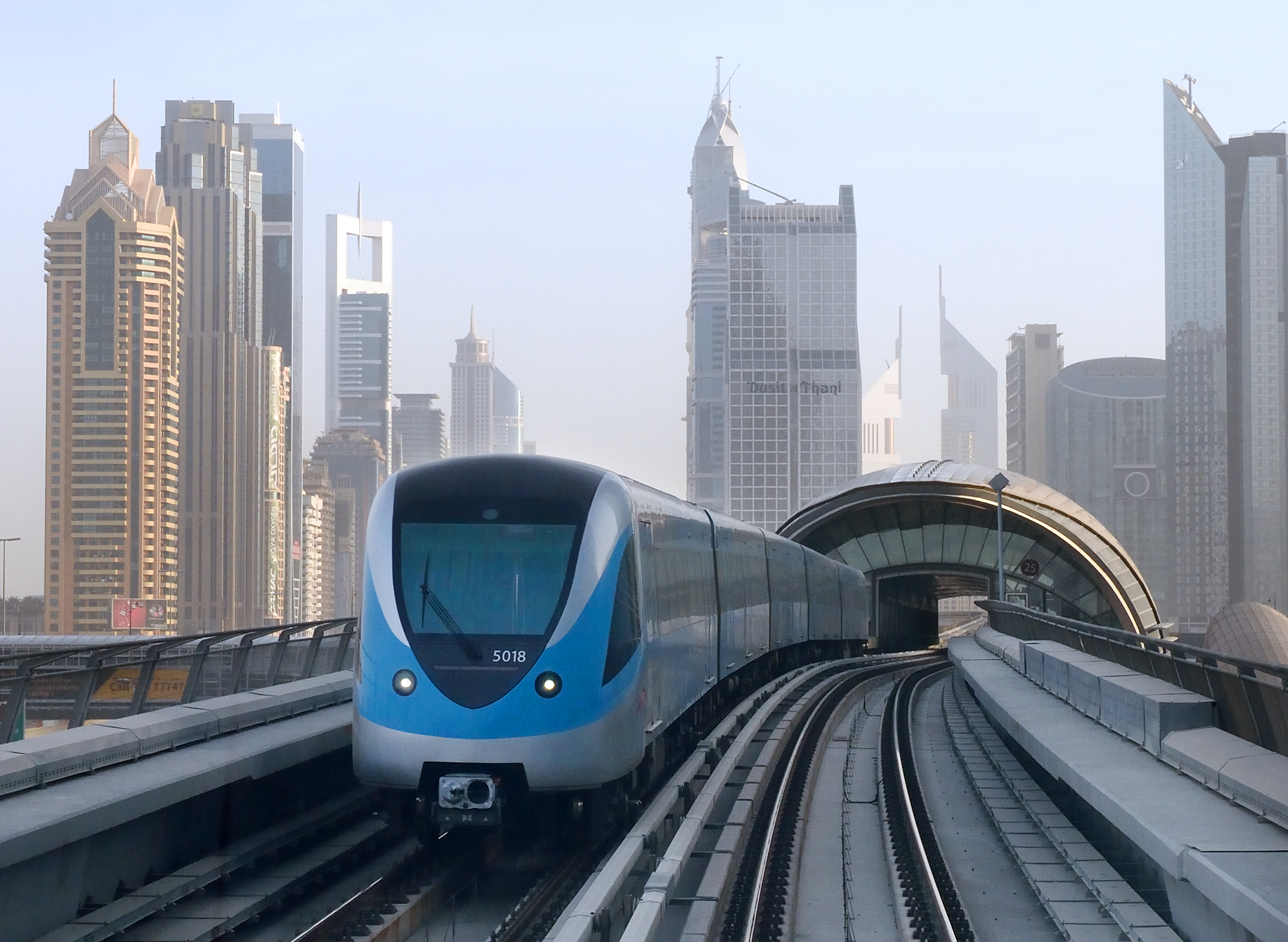
مترو دبي.

تنفق دولة الإمارات العربية المتحدة سنويًا مليارات الدراهم على البنى التحتية التي تعدّ أكبر مشاريع المنطقة حيث تستحوذ على 37% من القيمة الكلية للمشاريع بما تضمه من قطاعات الإنشاءات، النفط والغاز، الصناعات الكيماوية، الطاقة والمياه والنفايات. وقد تم ضخ استثمارات ضخمة في السياحة، الرفاهية والقطاع العقاري الأمر الذي يمكن مشاهدته جليًا في الإمارات الكبرى مثل أبو ظبي ودبي حيث تحتويان على مشاريع عمرانية وصروح جعلتنا وجهة السياح من جميع أنحاء العالم كمدينة مصدر وجزيرة السعديات في أبو ظبي وكذلك برج خليفة في إمارة دبي والذي يعدّ أطول برج في العالم بتكلفة 3.67 مليار درهم إماراتي، إضافة إلى دبي ورلد سنترال الذي يمتد على 140 كيلو متر مربع وهو لا يزال قيد الإنشاء بالقرب من جبل علي، ومن المفروض أن يوجد 900,000 وظيفة وسيضم مطار آل مكتوم الدولي الذي سيكون أكبر مطار في العالم بحلول عام 2020.
هذا وتقوم الإمارات الشمالية بتقديم كثير من التسهيلات والحوافز لمطوري الوحدات التجارية والسكنية، وقد خصص صاحب السمو الشيخ خليفة بن زايد آل نهيان رئيس دولة الإمارات العربية المتحدة حوالي 16 مليار درهم لمشاريع البنى التحتية في الإمارات الشمالية حيث سيتم استخدامها لتطوير شبكات الطرق، بناء وحدات سكنية جديدة، شبكات التصريف وغيرها العديد من المشاريع.

### التعليم
عند اكتشاف النفط وبداية التطور، أولت الدولة اهتمامًا كبيرا للتعليم، واعتبر الشيخ زايد بن سلطان آل نهيان، التعليم من أولويات التنمية، إذ قال: إن الشباب هم ثروة الأمم الحقيقية. لم يبخل على جميع المشاريع التي أخذت تنهض بالتعليم تدريجيًا لينشأ جيل مؤهل قادر على العطاء وخدمة الوطن. فعند قيام الاتحاد عام 1971، لم تكن الخدمات التعليمية قد وصلت لكثير من القرى والحواضر، ولم يكن عدد الطلاب في الدولة يتجاوز الـ 28 ألف طالب، وكان على من يرغب في إتمام تعليمه بعد الدراسة الثانوية ابتعث إلى الخارج سواء إلى إحدى الدول الأجنبية أو العربية للحصول على الشهادات العليا على حساب الدولة. في الوقت نفسه عملت القيادة على إيجاد البنية التحتية. وقد أنشئت المدارس والجامعات في كلا القطاعين، الحكومي والخاص في جميع إمارات الدولة، وعملية تطوير التربية والتعليم في الإمارات يمكن رصد نتائجها بمقارنة بسيطة، إذ نجد أن نسبة الأمية للرجال في عام 1975 بلغت 54.2% مقابل 45.8% للنساء، لكنها تغيرت في عام 1998، وأصبحت 22.9% للرجال و77.1% للنساء.
أما اليوم فإن لوزارة التربية والتعليم في الإمارات خطط جديدة للارتقاء بمستوى التعليم إلى المستويات والمقاييس الدولية تتماشى مع توجهات الإستراتيجية الوطنية الجديدة للدولة. وقد تقرر في نهاية عام 2007 تخصيص 30% من مجمل موازنة الدولة لقطاع التعليم.
وهناك مؤسسات تعليمية محلية مساندة لعمل وزارة التربية والتعليم في بعض الإمارات: كمجلس أبو ظبي للتعليم، وهيئة المعرفة والتنمية البشرية بدبي، ومجلس الشارقة للتعليم ومجلس الفجيرة للتعليم.

### الصحة

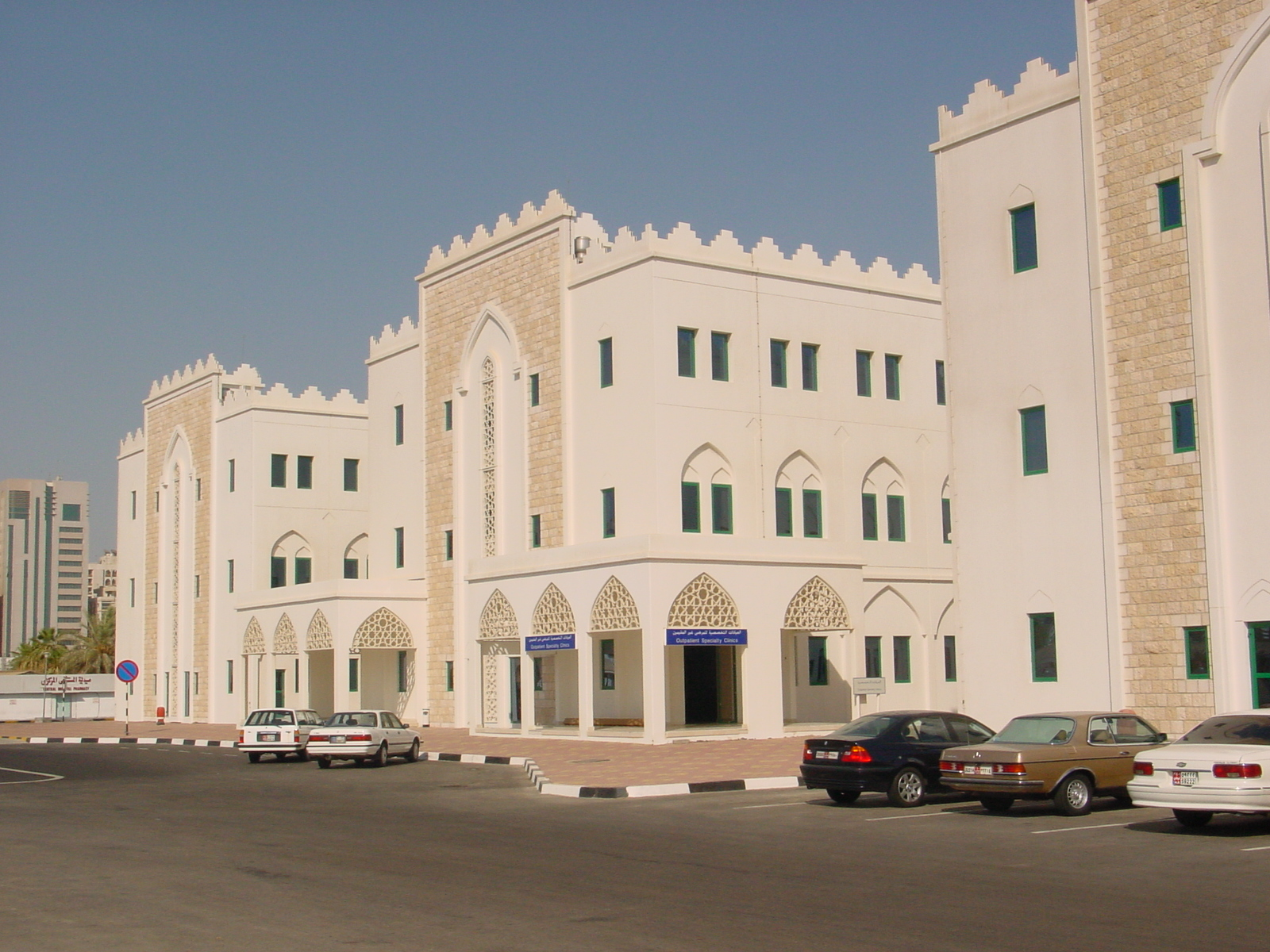
العيادات الخارجية - مركز الشيخ خليفة الطبي

متوسط العمر المتوقع عند الولادة في دولة الإمارات العربية المتحدة في السنوات 78.5. مرض القلب والأوعية الدموية هي السبب الرئيسي للوفاة في دولة الإمارات العربية المتحدة، الدستور 28% من مجموع الوفيات. الأسباب الرئيسية الأخرى هي الحوادث والإصابات، والأورام الخبيثة، والتشوهات الخلقية.
في فبراير 2008، كشفت وزارة الصحة إستراتيجية صحية خمسية لقطاع الصحة العامة في الإمارات الشمالية، والتي تندرج في إطار اختصاصه والتي، خلافا لأبو ظبي ودبي، لم يكن لديك السلطات الصحية منفصلة. وتركز الاستراتيجية على توحيد سياسة الرعاية الصحية وتحسين فرص الحصول على خدمات الرعاية الصحية بتكلفة معقولة، وفي الوقت نفسه تقليل الاعتماد على العلاج في الخارج. وتخطط الوزارة لإضافة ثلاثة مستشفيات في 14 الحالي، ومراكز الرعاية الصحية الأولية 29 إلى 86 الحالي. وكان من المقرر أن يفتح في عام 2008 تسعة.
وكان تطبيق التأمين الصحي الإلزامي في أبو ظبي للوافدين وعائلاتهم محركا رئيسيًا في إصلاح سياسة الرعاية الصحية. تم جلب المواطنين أبو ظبي في إطار مخطط من 1 يونيو 2008، وتليها دبي لموظفي الحكومة لها. في نهاية المطاف، بموجب القانون الاتحادي، وسيتم تغطية كل المواطنين والمقيمين في البلاد من خلال التأمين الصحي الإجباري بموجب خطة إلزامية موحدة. في الآونة الأخيرة في البلاد تم الاستفادة من السياح الطبية من جميع أنحاء دول مجلس التعاون الخليجي. يجذب السياح الإمارات العربية المتحدة حاليًا الطبية تسعى جراحة التجميل والإجراءات المتقدمة، وجراحة القلب والعمود الفقري، وعلاج الأسنان، والخدمات الصحية لديها معايير أعلى من غيرها من الدول العربية في الخليج العربي.

### الطاقة
يعد استهلاك الكهرباء في الدولة من الأعلى عالمياً. لذا اتجهت دولة الإمارات إلى توفير بدائل للطاقة لسد احتياجات التطور الاقتصادي والسكاني الكبير. ولذلك تم إنشاء الهيئة الاتحادية للكهرباء والماء في عام 1999 لتحقيق عدة أهداف أهمها تلبية إحتياجات الإمارات الشمالية من الطاقة الكهربائية والمياه المحلاة عبر تحقيق التوازن المطلوب بين تكلفة الإنتاج وأسعار البيع.

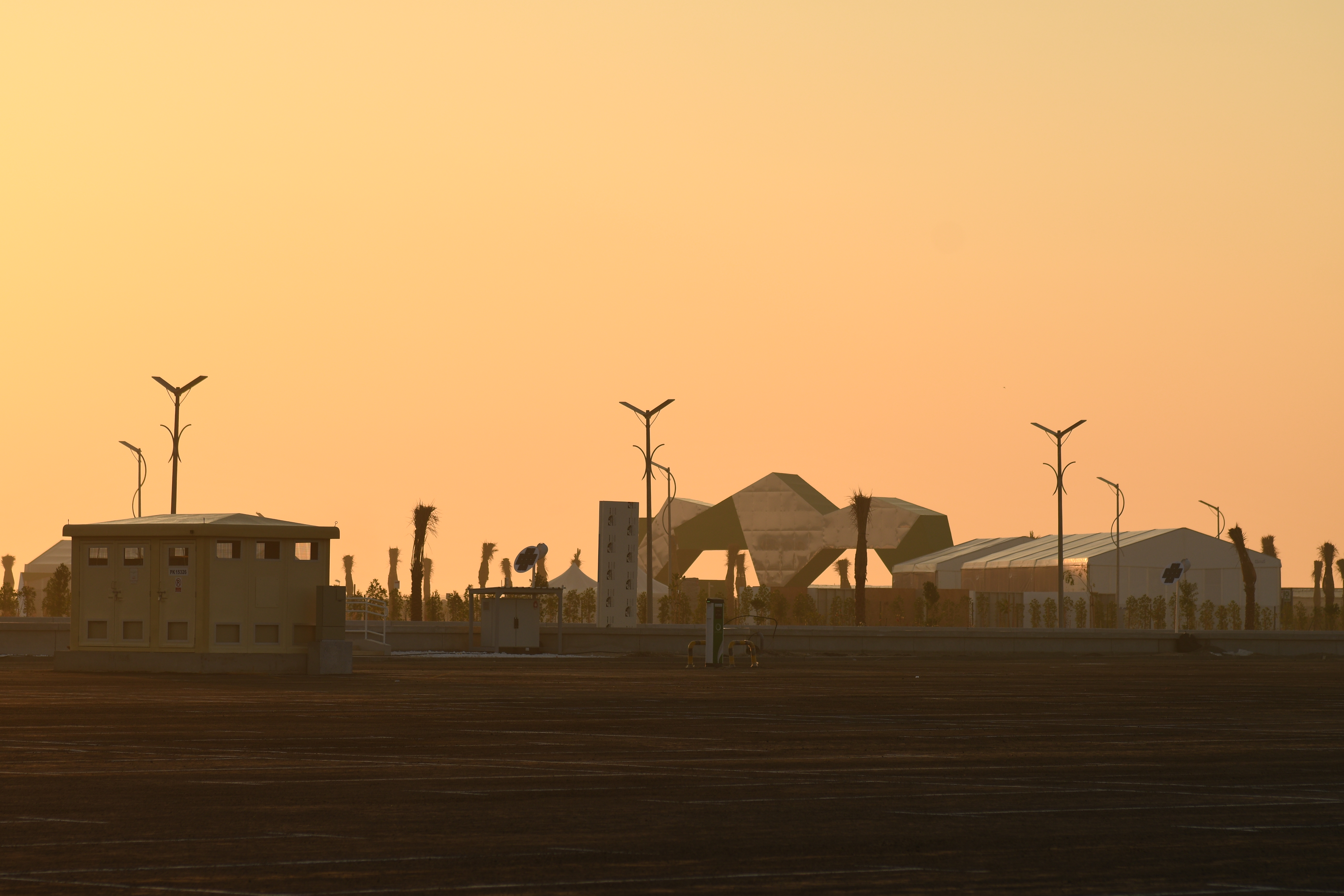
مجمع محمد بن راشد آل مكتوم للطاقة الشمسية

- مجمع محمد بن راشد آل مكتوم للطاقة الشمسيةالطاقة الشمسية: حلت الدولة في المركز الثالث عالميا في إنتاج الطاقة الشمسية المركزة في العام 2013. وفي العام 2014، أنتجت الدولة حوالي 140 ميغاواط من الطاقة الشمسية.[96] وقد تبنت الامارات مشروعات الطاقة النظيفة والمتجددة كضرورة ملحة للحد من الآثار السلبية على البيئة وتحقيق التنمية المستدامة واتخذت العديد من الاجراءات في مجال استخدام تقنيات الطاقة النظيفة وفي مقدمتها الطاقة الشمسية من خلال مجموعة من المشاريع، مثل مشروع محطة الظفرة للطاقة الشمسية الكهروضوئية والتي تبلغ قدرتها الانتاجية 2 غيغاواط وتم افتتاحها في العام 2023، ومحطة شمس للطاقة الشمسية المركزة بقدرة 100 ميغاواط وهي تزود أبوظبي بالطاقة النظيفة منذ عام 2013، بالإضافة لمجمع محمد بن راشد آل مكتوم للطاقة الشمسية الذي تم الإعلان عنه في العام 2012 ويهدف إلى توليد 5000 ميغا واط بحلول العام 2030، بالإضافة إلى عدد من المشاريع الأخرى.[97]

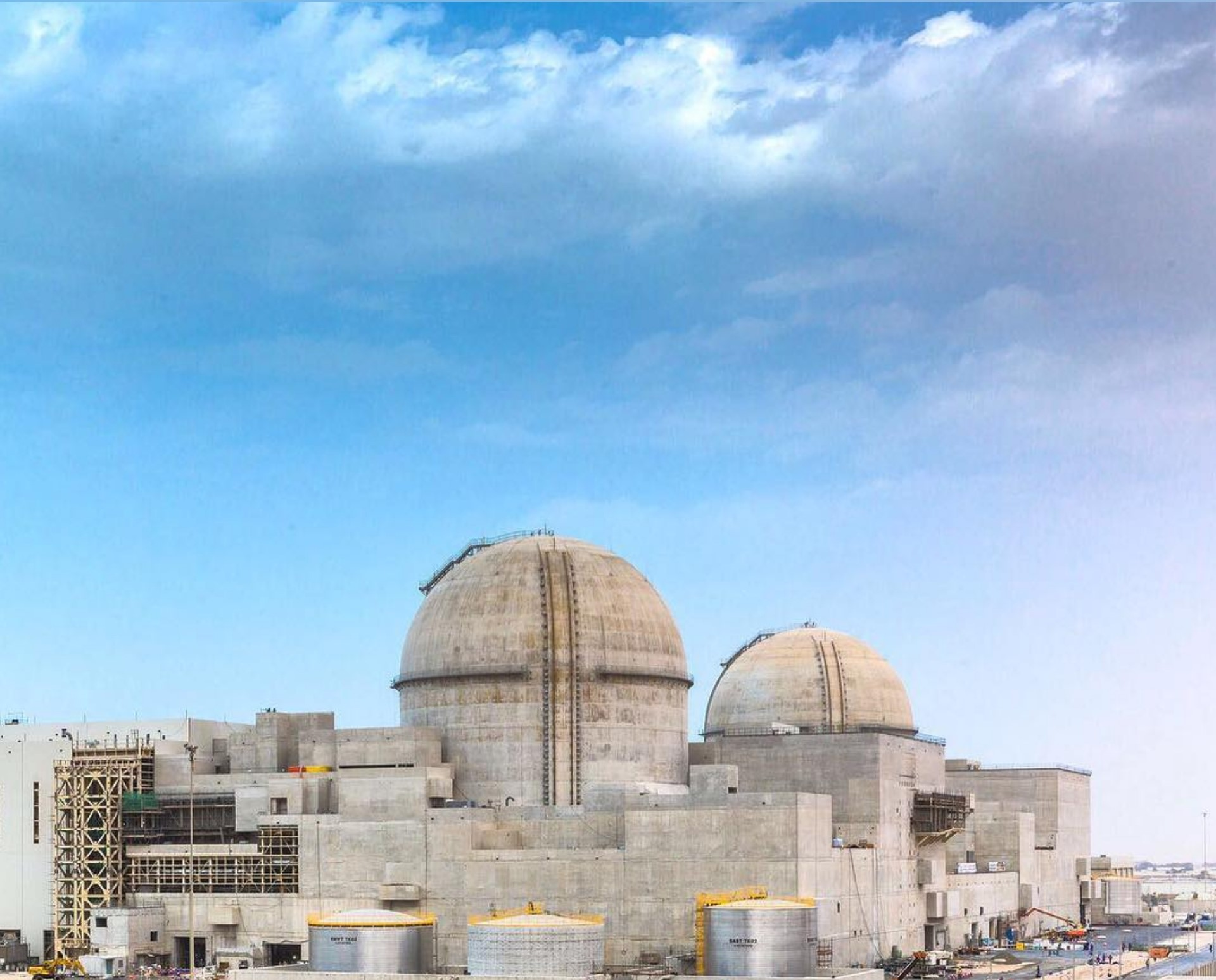
محطة البراكة للطاقة النووية

- محطة البراكة للطاقة النوويةالطاقة النووية: تم إنشاء مؤسسة الإمارات للطاقة النووية في شهر ديسمبر من عام 2009، وهي الجهة المسؤولة عن تطوير محطات الطاقة النووية في دولة الإمارات العربية المتحدة وإدارتها وتشغيلها. تعمل المؤسسة على تطوير أولى محطات الطاقة النووية في الدولة في موقع براكة في المنطقة الغربية لإمارة أبوظبي، وسيضم الموقع بحلول عام 2020 أربعة من مفاعلات الطاقة النووية المتقدمة 1400. ومن المتوقع أن تبدأ المحطة الأولى عملياتها التجارية عام 2017، مع تشغيل محطة إضافية بعدها في كل عام حتى حلول عام 2020، وذلك حسب الموافقات الرقابية والتنظيمية[98] فتبنت دولة الإمارات برنامجها النووي لإنتاج الكهرباء. حيث يتم حالياً بناء أربعة مفاعلات في محطة الطاقة النووية «براكة» الواقعة في المنطقة الغربية من إمارة أبو ظبي. وعند الانتهاء من تنفيذ هذا البرنامج، سيتم إضافة طاقة إنتاجية تصل إلى 5600 ميغاواط، وتزود إلى الشبكة الوطنية بحلول عام 2020.[99] كما أن الدولة تقوم ب تطوير برنامج السلمي للطاقة النووية لتوليد الكهرباء حيث قامت بتوقيع اتفاقيات مع كل من فرنسا، الولايات المتحدة الأمريكية، كوريا الجنوبية والمملكة المتحدة.[100]

### النقل والمواصلات

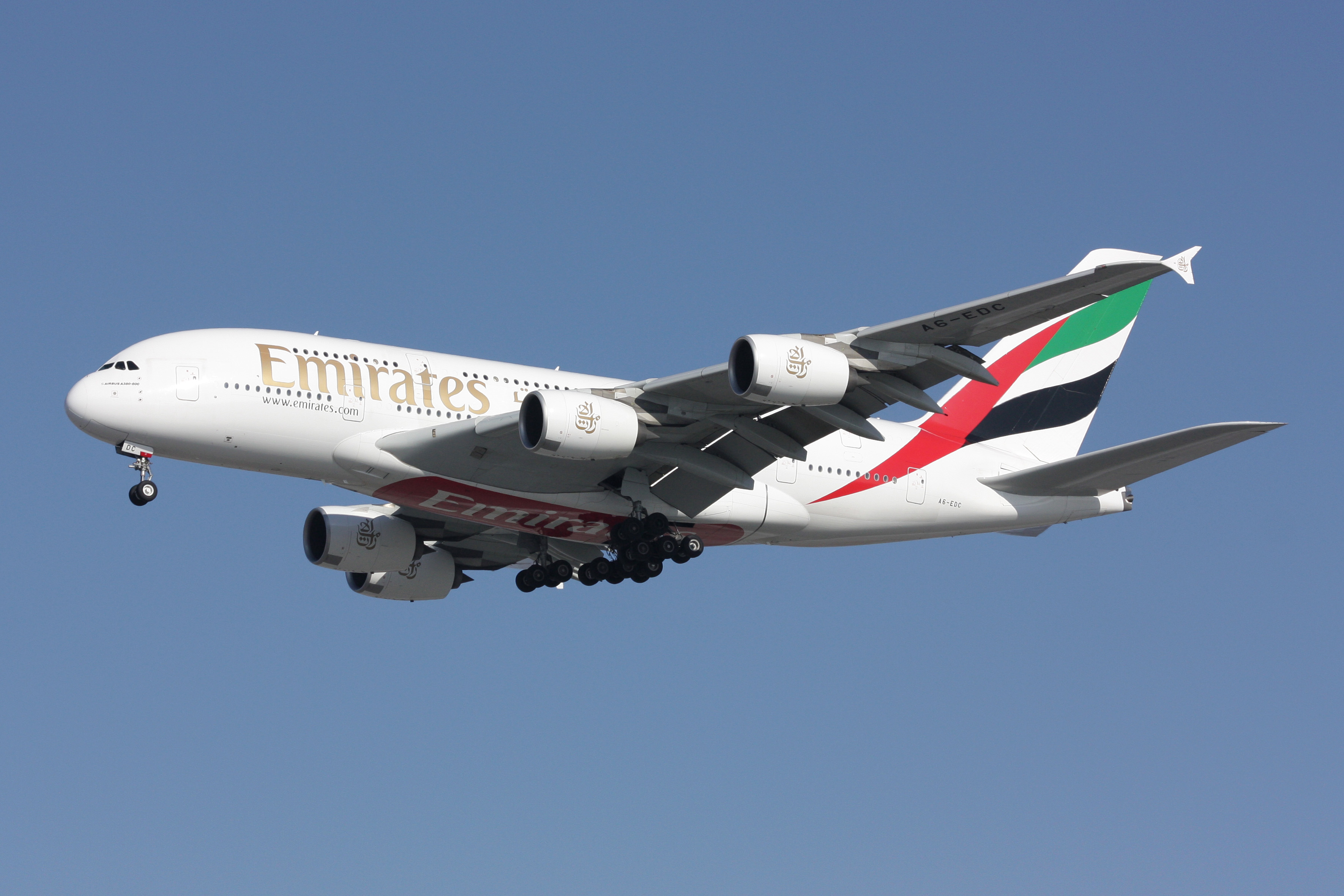
طيران الإمارات، هي أكبر شركة طيران في الشرق الأوسط، وتعمل ما يقرب من 3،400 رحلة أسبوعيا.

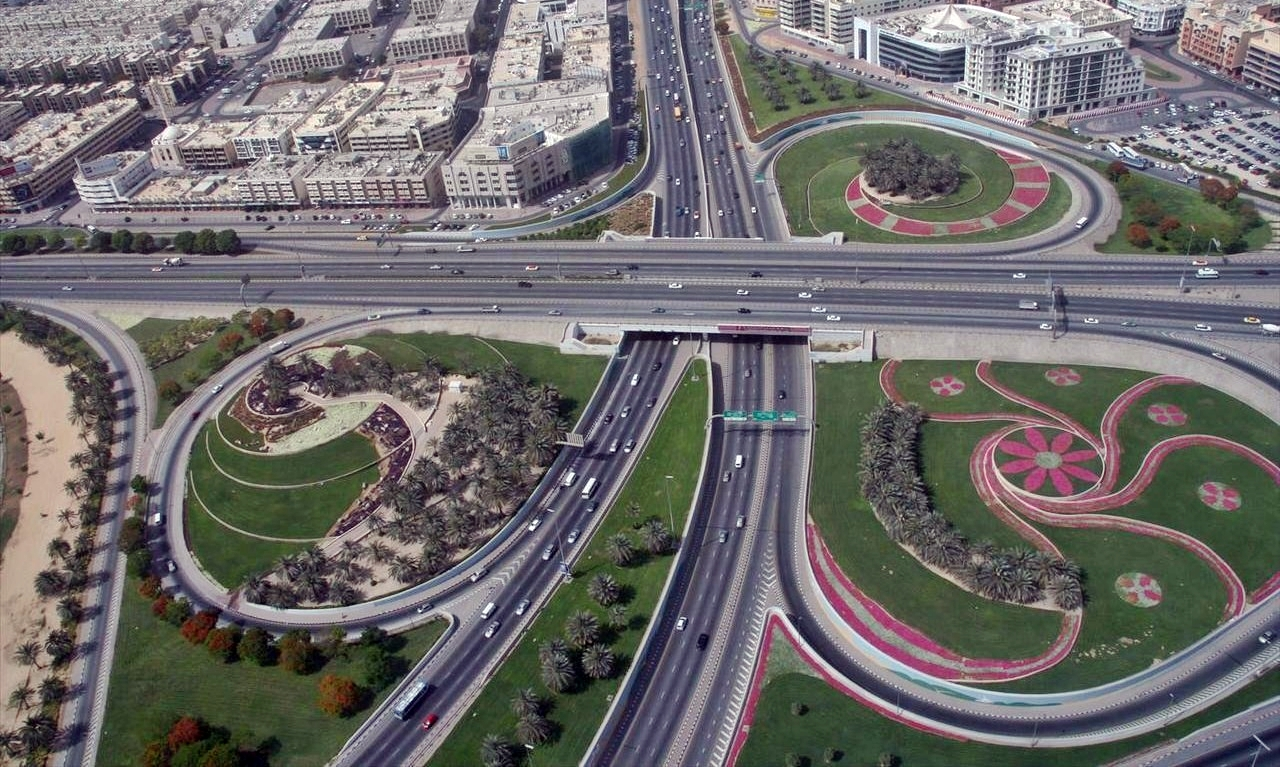
شبكة الطرق في دبي

حققت الإمارات المرتبة الأولى إقليميًا، والـ11 عالميًا، في مجال جودة البنية التحتية لوسائل النقل، ضمن «التقرير العالمي لتمكين التجارة 2012»، الصادر من المنتدى الاقتصادي العالمي بسويسرا. وتفوقت الإمارات في جودة بنيتها التحتية على العديد من دول العالم، مثل الولايات المتحدة الأميركية، وفنلندا، وبلجيكا.
وصنف التقرير جودة البنية التحتية للإمارات في مراتب متقدمة عالميًا، قياسًا على النتائج التفصيلية التي كشف عنها التقرير، إذ حققت المرتبة الأولى في توافر الطرق المرصوفة والمعبدة، بين 132 دولة حول العالم، والمرتبة الرابعة على مستوى العالم في جودة البنية التحتية لقطاع النقل الجوي، كما تبوأت المرتبة السادسة عالميًا في جودة بنية الموانئ البحرية، والمرتبة السابعة عالميًا في توافر شبكة طرق ذات جودة عالية، تربط جميع مدن الدولة ببعضها بعضا.

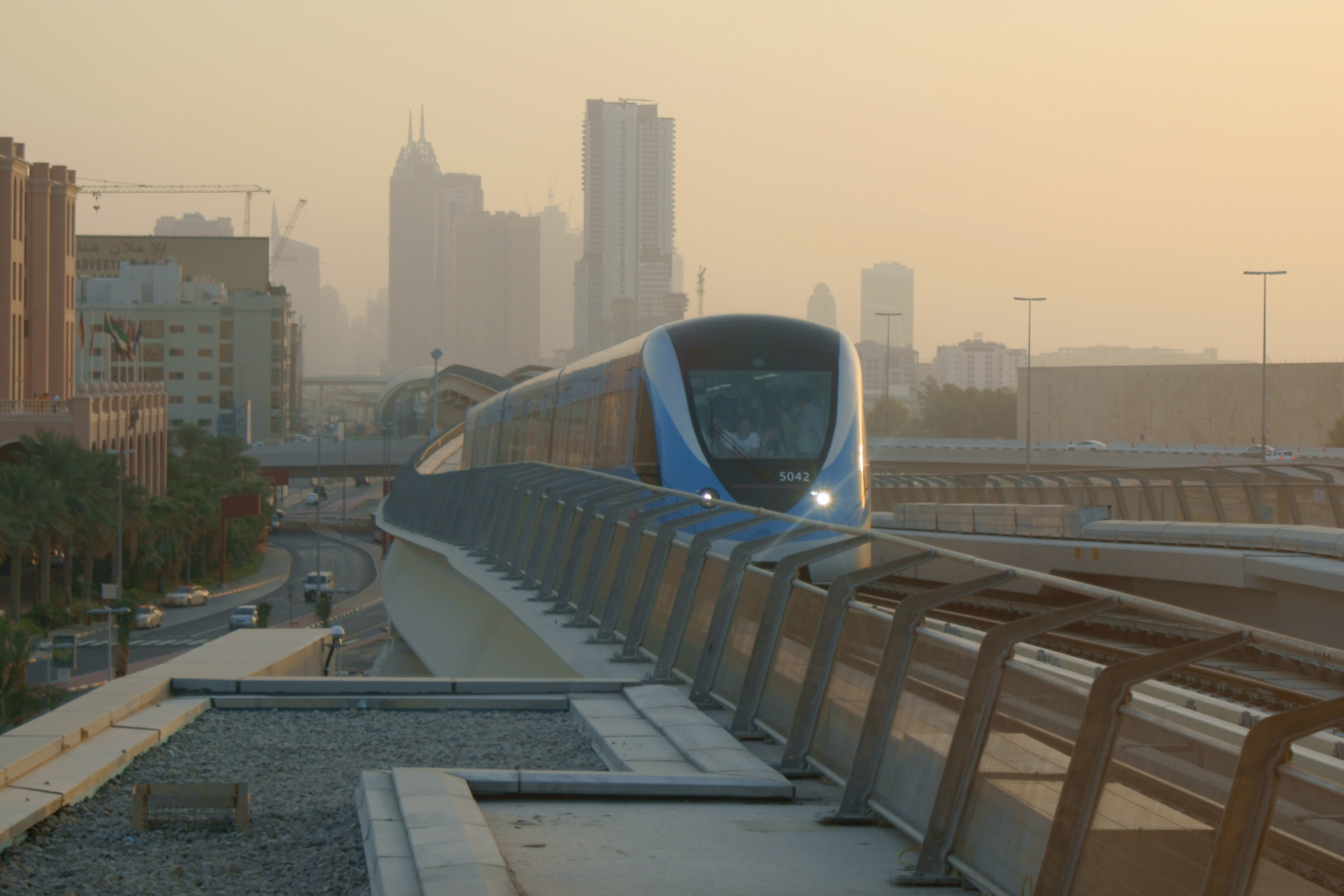
مترو دبي

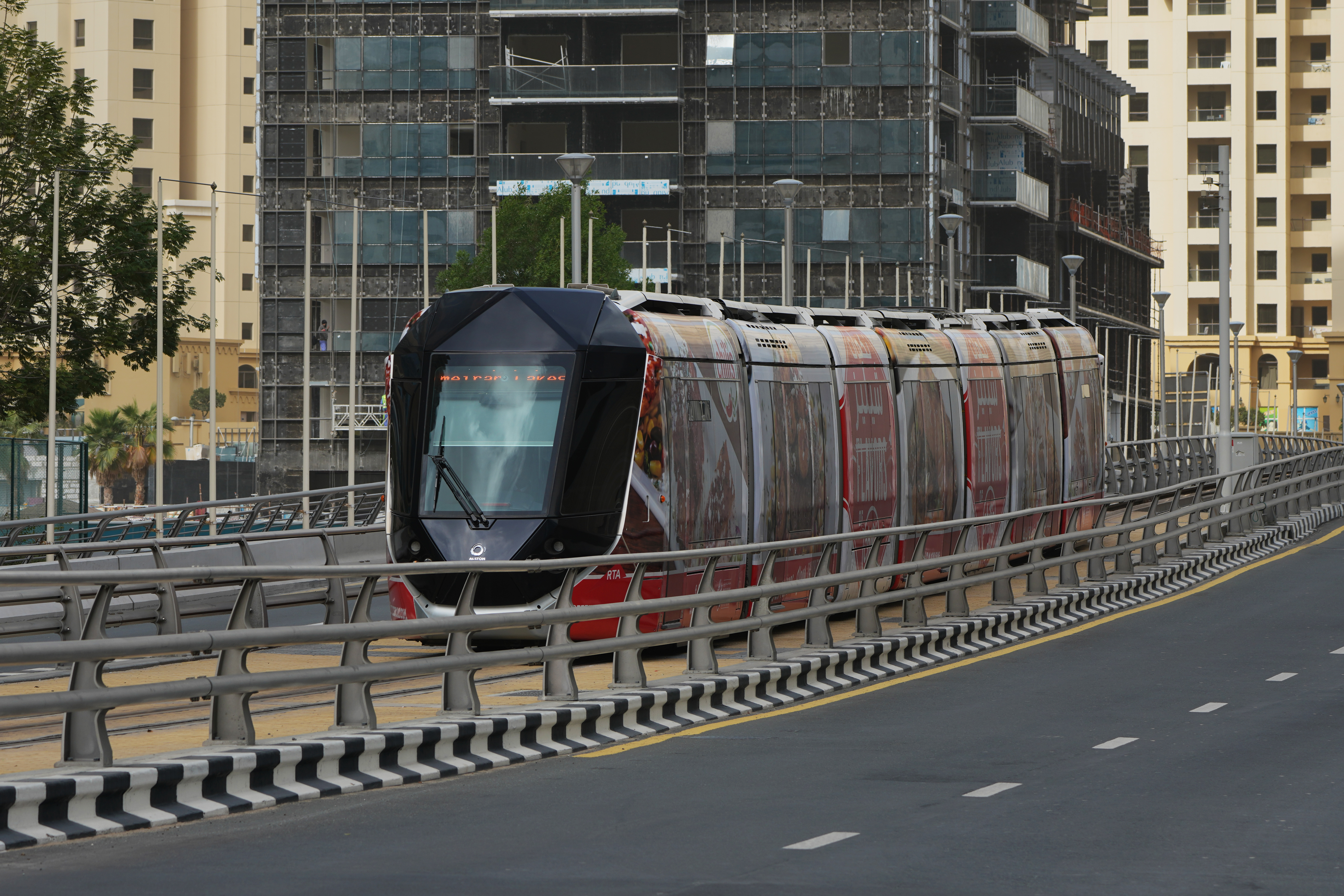
ترام دبي

- مترو دبي: مترو دبي هو شبكة مترو آلي بدون سائق تم افتتاحه يوم 9 سبتمبر 2009 الساعة 09:09:09 مساءً في مدينة دبي ثاني أكبر مدن الإمارات، ويهدف المشروع إلى تخفيف حدة الازدحام المروري، وتخفيض الوقت المستغرق أثناء التنقل بالمواصلات. ويشكل بنائه نموذجاً جديداً متميزاً في فن العمارة. يهدف إلى التخفيف من التلوث الناتج عن وسائل المواصلات الاعتيادية، قيمته 15.5 مليار درهم. ويشكل حلقة ربط رئيسية تربطها مع مطار دبي الدولي. بلغ عدد رحلات ركاب مترو دبي الخط الأخضر 2,992,195 رحلة في نهاية يوليو 2012.
- ترام دبي: ترام دبي[103] شبكة قطارات خفيفة تعمل بسائق افتتحت في شهر نوفمبر من 2014، ويعد الترام أول مشروع خارج أوروبا يعمل بالتغذية الكهربائية الأرضية على كامل الخط دون الحاجة إلى أسلاك معلقة، كما أنه يعد النظام الأول في العالم الذي يستخدم تقنية البوابات الآلية لمنصة محطة الركاب المتوافقة مع نظام فتح وغلق البوابات في القطار. يخدم الترام منطقة جميرا بيتش رزيدنس ومنطقة المارينا ومنطقة الصفوح.
- قطار هايبرلوب: نشرت شركة قطار فائق السرعة «هايبرلوب ون» فيديو على شبكات التواصل الاجتماعي تعلن فيه عن مشروع مرتقب مع هيئة الطرق والمواصلات في دبي وتروج الشركة في الفيديو عن التقنية المستخدمة في النقل بواسطة الهايبرلوب، مشيرة إلى ان الوقت المستغرق للرحلة بين مدينتي دبي وأبو ظبي عبر قطارها لن تتجاوز الـ 12 دقيقة.
- قطار الاتحاد: يمثّل مشروع قطار الاتحاد، أحد أهم المشاريع الاقتصادية والتنموية التي سترفع من أداء قطاع المواصلات والنقل للركاب والبضائع، في أنحاء دولة الإمارات العربية المتحدة والخليج العربي، إذ تعدّ السكك الحديدية من أهم وسائل النقل التي تعتمد عليها الدول في تحقيق الأهداف الاقتصادية والاجتماعية والسياسية، بعد مراعاة خصائص الاستثمار في قطاع سكك الحديد التي تمتاز بضخامة الاستثمارات. وأكدت الاتحاد للقطارات أن مناقصات المرحلة الثانية لمشروع قطار الاتحاد، دخلت المرحلة الأخيرة من التقييم، حيث تعنى المرحلة الثانية بإنهاء شبكة السكك الحديدية في إمارة أبو ظبي من خلال ربطها بحدود الدولة مع المملكة العربية السعودية عند الغويفات، وحدود الدولة مع سلطنة عُمان عند العين، إضافة إلى الربط مع منطقة مصفح، وميناء خليفة في أبو ظبي، وكذلك ميناء جبل علي في دبي. حيث تقدر تكلفة مشروع شبكة السكك الحديدية لنقل البضائع والمسافرين بحوالي (40 مليار درهم إماراتي) لشبكة من المتوقع أن يصل طولها إلى 1,200 كيلومتر، تغطي شبكة كبيرة تشمل جميع إمارات الدولة.[104]

### قطاع الاتصالات
يقوم مزودي خدمات الاتصالات: اتصالات وشركة الإمارات للاتصالات المتكاملة «دو» بخدمة دولة الإمارات العربية المتحدة، حيث تستحوذ اتصالات على ما يزيد عن 80% من حجم السوق لتكون أكبر مزد خدمات على مستوى الإمارات ورقم 16 على مستوى العالم. وتعدّ اتصالات من أكبر المؤسسات الوطنية المدرجة في سوق أبو ظبي للأوراق المالية من حيث القيمة السوقية التي بلغت خلال الربع الأول من العام الماضي 2011 حوالي 79 مليار درهم حيث بلغ إجمالي رأس المال المدرج في سوق أبو ظبي للأوراق المالية حوالي سبعة مليارات و 906 مليون درهم في حين بلغت قيمة حقوق المساهمين خلال نفس الفترة حوالي 41 مليار درهم.
وحققت اتصالات أرباحًا صافية خلال الشهور التسعة الأول من العام الماضي 2011 قدرها خمسة مليارات و 135 مليون درهم بعد خصم حق الامتياز الاتحادي وحافظت على قاعدة رأس مال ثابت مدعومًا بمركز مالي قوي بلغ عشرة مليارات و 500 مليون درهم مع المحفاظة على موقف تمويلي جيد وسيولة مالية كافية لتغطية مستحقات القروض وتمويل النفقات. وربطت اتصالات خلال العام الماضي 2011 العاصمة أبو ظبي بالكامل بشبكة الألياف الضوئية لتكون أول عاصمة في العالم مغطاة بهذه الشبكة. هذا ويبلغ عدد خطوط الهاتف المتحرك في الدولة التي تعدّ الأعلى حول العالم 11 مليون و 53 ألف خط حسب إحصائية مؤسسة الإمارات للاتصالات خلال شهر يناير 2011 حيث بلغت نسبة نموه 5 ر198 في المائة. كما بلغ عدد مشتركين خدمة الإنترنت بلغ مليون و 390 ألف مشترك، بينما بلغ عدد مشتركي الهواتف المتحركة الذكية نحو مليون مشترك فيما تجاوزت نسبة مستخدمي شبكة النطاق العريض 60% من سكان الدولة فضلًا عن أن خدمات الإنترنت السريع والنطاق العريض تصل إلى حوالي 830 ألف مشترك مقابل 703 آلاف مشترك نهاية يناير 2010.

## الحكومة والسياسة

### السلطة السياسية

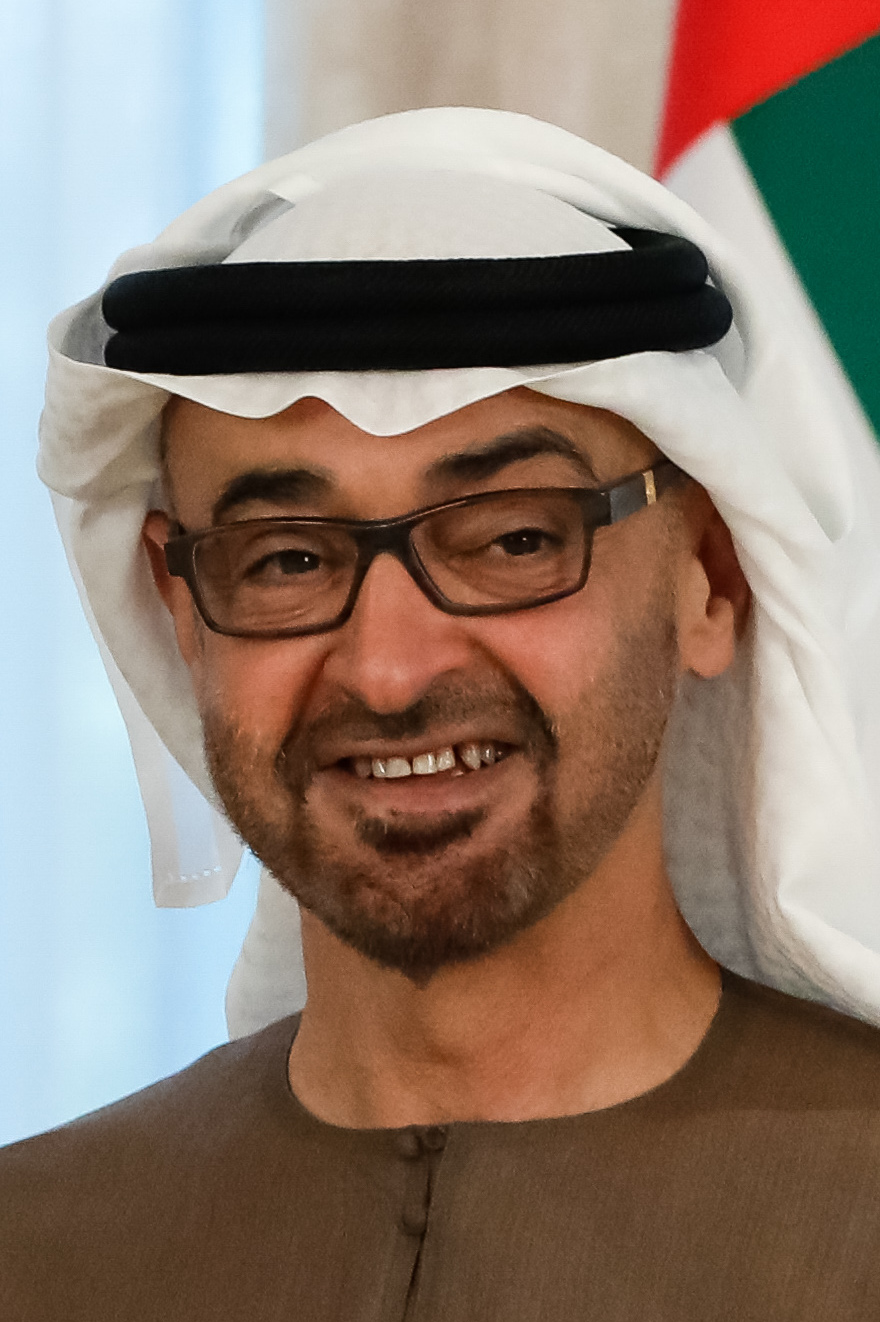
الرئيس الحالي لدولة الإمارات العربية المتحدة، محمد بن زايد آل نهيان.

تتمتع دولة الإمارات العربية المتحدة بدستور اتحادي تم التوقيع عليه في 2 ديسمبر 1971 من قبل ست إمارات باستثناء إمارة رأس الخيمة التي انضمت إليه في 10 فبراير 1972. كان الدستور في ذلك الوقت مؤقتًا حتى اِعتمد نهائيًا مع إضافة بعض التعديلات عام 1996، بحسب ممارسة نظام الحكم في الدولة فإنه أشبه بنظام ملكي اتحادي متعدد بحيث ينتخب رئيس الدولة ونائبه من حكام الإمارات السبعة أعضاء المجلس الأعلى للاتحاد فقط ويكون اختصاص الإمارة هو الأصل واختصاص الاتحاد هو الاستثناء.

### رئاسة الدولة
- رئيس الدولة رئيس ينتخبه أعضاء المجلس الأعلى للاتحاد من بينهم لولاية مدتها خمس سنوات. صلاحياته تشمل تعيين مجلس الوزراء.
- نائب الرئيس يتم انتخاب نائب لرئيس الدولة ضمن المجلس الأعلى للاتحاد وهو رئيس مجلس الوزراء.
  - وجرى العرف أن يكون رئيس الدولة، حاكم أبو ظبي ونائب رئيس الدولة ورئيس مجلس الوزراء، حاكم دبي. ولكن في حياة الشيخ راشد بن سعيد آل مكتوم وكان أثنائها نائبا لرئيس الدولة، كلف الشيخ مكتوم بن راشد آل مكتوم برئاسة مجلس الوزراء لفترة من الزمن ليعود بعدها والده الشيخ راشد بن سعيد نائبًا لرئيس الدولة ورئيسًا لمجلس الوزراء.

### السلطة التنفيذية
تتألف من رئيس الدولة ونائبه ومن المجلس الأعلى للاتحاد. ويجتمع المجلس الأعلى للاتحاد أربع مرات في السنة، ويتولى رسم السياسات العامة وإقرار التشريعات الاتحادية. ولحاكمي أبو ظبي ودبي سلطة النقض النافذ داخل المجلس الأعلى للاتحاد ورئيس الوزراء والوزراء مسؤولون أمام رئيس الدولة وأمام المجلس الأعلى للاتحاد يعدّ أعلى سلطة تشريعية في الدولة.

### مجلس الوزراء

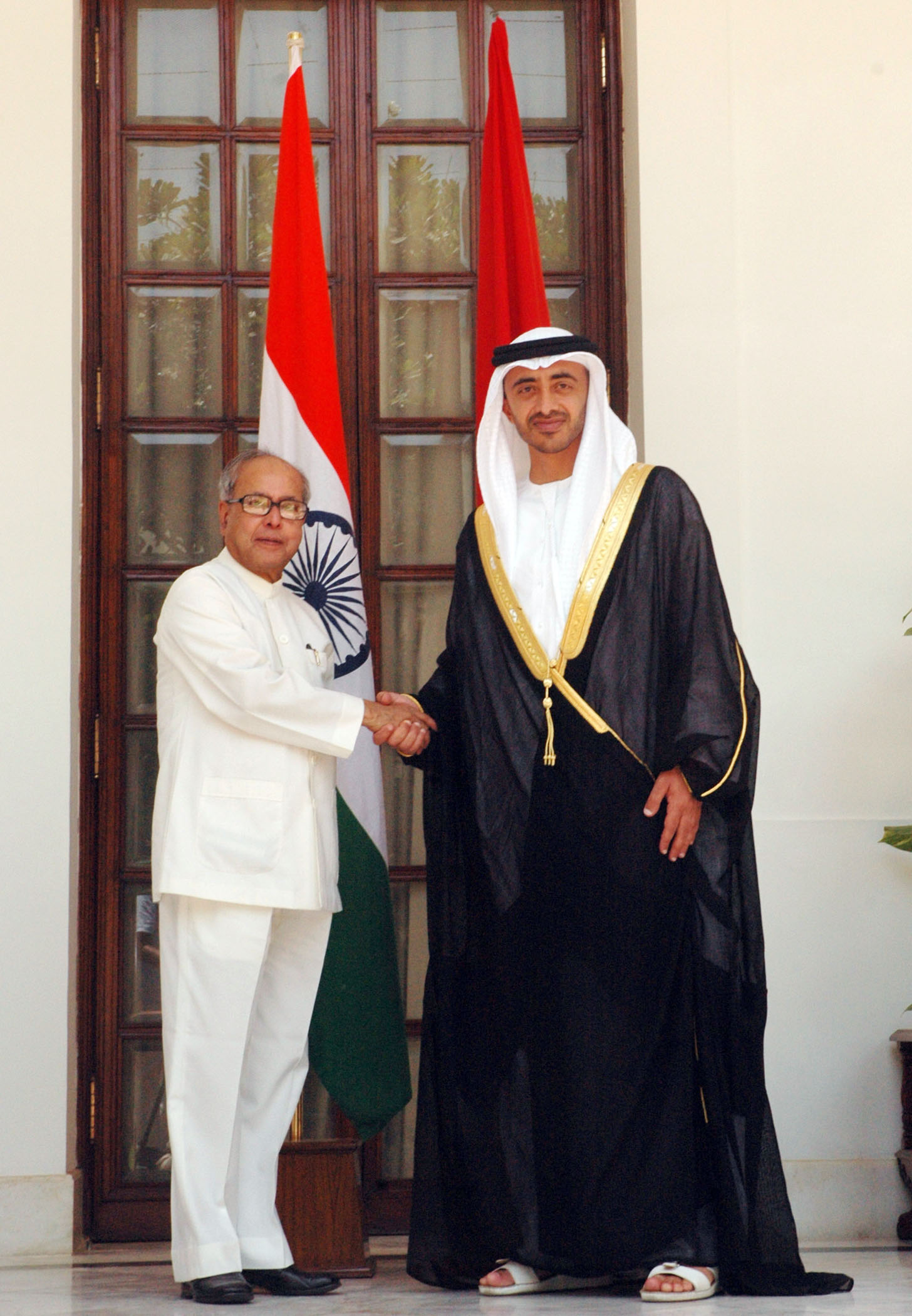
وزير الخارجية الشيخ عبد الله بن زايد آل نهيان يجتمع مع وزير خارجية الهند شري براناب موخرجي في نيودلهي.

يضع مجلس الوزراء مشروعات القوانين الاتحادية ثم يرفعها إلى المجلس الوطني الاتحادي الذي يحيلها إلى اللجنة المختصة. وإذا أدخلت اللجنة المختصة تعديلات على المشروع المقترح من قبل اللجنة التنفيذية يحال المشروع المعدل إلى اللجنة القانونية والتشريعية للمشورة ولصياغة بنوده قبل مناقشته في جلسة المجلس. وفي النهاية يرفع مشروع القانون إلى رئيس الدولة.
كما توكل المادتان 190 و 121 من الدستور المسؤولية للحكومة الاتحادية في مجالات الشؤون الخارجية، والأمن والدفاع، ومسائل الجنسية والهجرة، والتعليم، والرعاية الصحية، والعملة الوطنية، وخدمات البريد والهاتف والاتصالات الأخرى، وضبط حركة الطيران، والترخيص للطائرات، وعدد من الموضوعات المنصوص عليها تحديدًا والتي تشمل العلاقة بين العمال وأرباب العمل، والأعمال المصرفية، وتحديد المياه الإقليمية، وتسليم المجرمين إلى حكوماتهم.

### السلطة التشريعية
تتألف السلطة التشريعية من مجلس واحد هو المجلس الوطني الاتحادي. ولا يتمتع هذا المجلس بأية صلاحيات تشريعية بعد، بل يمارس دورًا استشاريًا فقط حتى الآن. المجلس الوطني الاتحادي مكوّن من 40 عضوا يمثلون مختلف الإمارات حيث أن لكل من أبوظبي ودبي 8 مقاعد ولكل من رأس الخيمة والشارقة 6 مقاعد ولكل من عجمان وأم القيوين والفجيرة 4 مقاعد. ويتم تعيين نصف أعضائه، أما النصف الآخر فيخضع للانتخاب من قبل هيئات انتخابية تشمل عددًا محدودًا من السكان، ولكن خطط الدولة سائرة بالتدريج نحو انتخاب كل أعضاء المجلس من قِبل عامة الشعب.
وتعدّ نسبة تمثيل النساء في المجلس الوطني الاتحادي أعلى نسبة تمثيل في العالم، مما يشكل رسالة واضحة للعالم بأن دولة الإمارات تهتم بحقوق المرأة بلا حدود.
وعقد المجلس الوطني الاتحادي أولى جلساته بتاريخ 12/2/1972.

### السلطة القضائية
للإمارات العربية المتحدة قضاء اتحادي يشمل جميع الإمارات باستثناء أبو ظبي دبي ورأس الخيمة، وتُعنى المحاكم الدنيا بالمسائل المدنية وهي محاكم درجة أولى أو ابتدائية وتوجد في كل إمارة، كما توجد محاكم جنائية وشرعية منفصلة، أما محاكم الاستئناف الاتحادية فتوجد في كل إمارة. وأبو ظبي هي مقر محكمة التمييز، وهي أعلى محكمة استئناف ولديها صلاحية الفصل في المنازعات بين المحاكم وتقرير دستورية القوانين المحلية والاتحادية والتحقيق في إساءة التصرف المرتكب من جانب كبار الموظفين الحكوميين والفصل في المخالفات الموجهة ضد الاتحاد.
ويحظر الدستور التعذيب أو المعاملة المهينة للكرامة، ويمنع إلقاء القبض والتفتيش والاعتقال أو الحبس، ودخول المنازل من دون إذن أصحابها، إلا وفقًا للقانون. وينص الدستور على استقلال القضاء، لكن قراراته تخضع للمراجعة من جانب القيادة السياسية. كما ينص الدستور على حرية التعبير وعلى المساواة أمام القانون بغض النظر عن العرق أو الجنسية أو المعتقدات الدينية أو المركز الاجتماعي.

### حقوق الإنسان
اتخذت الإمارات العربية المتحدة عدة قرارات بشأن الارتقاء بمستوى إجراءاتها بخصوص حقوق الإنسان فيها. لا يخلو الأمر من تحديات كثيرة حيث أنها قامت بحفظ حقوق العمال فيها. ووضع بعض التشريعات الخاصة بهم لحفظ حقوقهم.

### العلاقات الخارجية

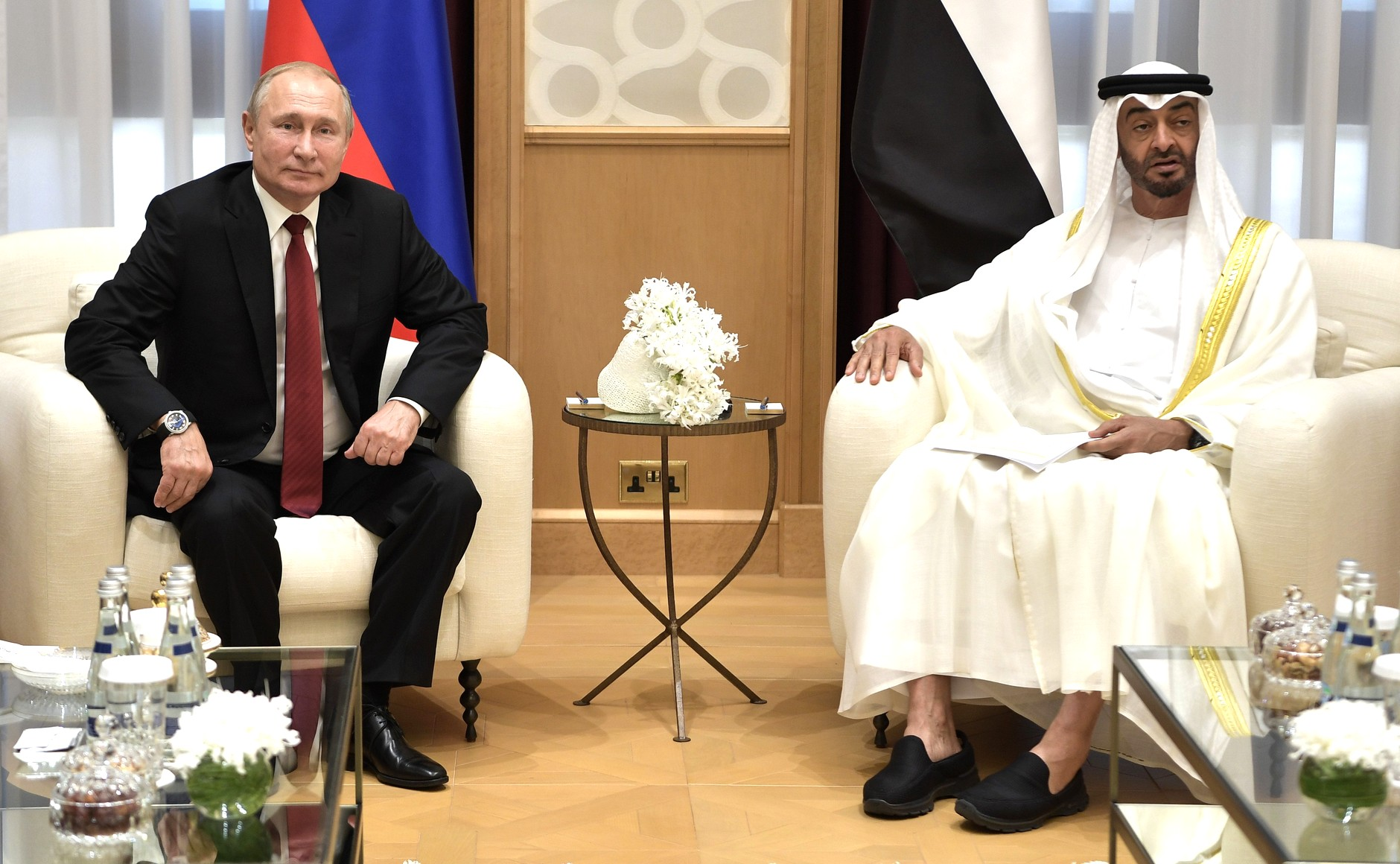
محمد بن زايد آل نهيان مع الرئيس فلاديمير بوتين

تشترك الإمارات في العديد من المعاهدات الدولية والإقليمية ولها عضويات مع العديد من الدول من ضمنها الأمم المتحدة وجامعة الدول العربية ومجلس التعاون الخليجي، وللإمارات تمثيل دبلوماسي متبادل مع معظم دول العالم من ضمنها إسرائيل.
كما يوجد لديها العديد من قضايا الخارجية الشائكة منها قضية الجزر التي قامت إيران في (16 فبراير 1971م) باحتلال الجزر العربية الثلاث (طنب الكبرى - طنب الصغرى - أبو موسى)  وسط مطالبة الإمارات بإستردادها منذ ذلك الوقت
في 13 أغسطس 2020، وقّعت إسرائيل والإمارات اتفاق سلام بوساطة أمريكية. وبهذا أصبحت الإمارات ثالث دولة عربية، بعد مصر عام 1979 والأردن عام 1994، توقع اتفاقية سلام مع إسرائيل، وكذلك أول دولة خليجية عربية تقوم بذلك. ستعمل الاتفاقية على تسوية العلاقات بين البلدين. وبموجب اتفاق السلام، ستقيم إسرائيل والإمارات علاقات دبلوماسية كاملة، وكجزء من الاتفاق، وافقت إسرائيل على وقف خطط ضم غور الأردن ضمن مقترحات ضم إسرائيل للضفة الغربية.
كشف تحقيق باسم أسرار أبو ظبي، أن شركة استخبارات سويسرية خاصة، (ألب سيرفيسز)، شنت حملة تشهير في أوروبا، وخاصة فرنسا، نيابة عن الإمارات العربية المتحدة لاستهداف المعارضين الإماراتيين مثل قطر والإخوان المسلمين. قدمت خدمات ألب لدولة الإمارات العربية المتحدة قائمة تضم أكثر من 1000 فرد و 400 منظمة في أوروبا، وربطهم زوراً بالإسلام الراديكالي. وشملت القائمة سياسيين وصحفيين ومؤسسات عامة. قامت الوكالة بعمليات لتشويه سمعة هؤلاء المعارضين الإماراتيين من خلال الحملات الصحفية وإدخالات ويكيبيديا الكاذبة. دفعت دولة الإمارات العربية المتحدة ماريو بريرو، مؤسس ألب سيرفيسز، أكثر من 5.7 مليون دولار مقابل خدماته.,,

## السكان

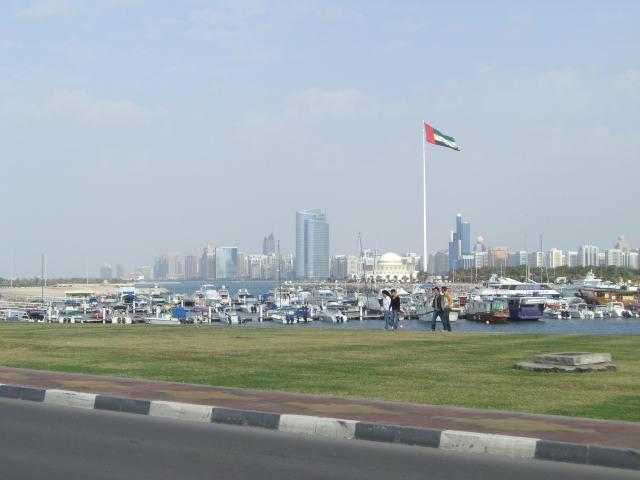
العاصمة أبوظبي تحت ظل علم الاتحاد

تعداد السكان: 5.628.805 نسمة (تقديرات يوليو/تموز 2014) ونسبة النمو: 2.71% (تقديرات 2014).
وبلغ عدد سكان دولة الإمارات العربية المتحدة حسب إحصاء عام 2010 8,264,070 نسمة يشكل المواطنون نسبة 16% من إجمالي عدد السكان الذي يمثل 980 ألف مواطن و 7.32 ملايين مقيم.
أكثر إمارتين في عدد السكان هما إمارة أبو ظبي وإمارة دبي تليهما إمارة الشارقة ثم باقي الإمارات. وتعد رأس الخيمة الأعلى كثافة بالنسبة للمواطنين الإمارتيين بعدد يصل حوالي النصف مليون مواطن، سعت الدولة جاهدة في حل مشكلة خلل التركيبة السكانية.
| الدين في الإمارات | الدين في الإمارات | الدين في الإمارات | الدين في الإمارات | الدين في الإمارات |
| ----------------- | ----------------- | ----------------- | ----------------- | ----------------- |
|                   |                   |                   |                   |                   |
| الإسلام           | الإسلام           |                   | 77%               | 77%               |
| الكاثوليكية       | الكاثوليكية       |                   | 10%               | 10%               |
| الهندوسية         | الهندوسية         |                   | 8%                | 8%                |
| البوذية           | البوذية           |                   | 3%                | 3%                |
| البروتستانتية     | البروتستانتية     |                   | 1%                | 1%                |
| أرثوذكسية         | أرثوذكسية         |                   | 1%                | 1%                |

### الديانة
بحسب الدستور الاماراتي فإن الإسلام الدين الرسمي للإتحاد، والشريعة الإسلامية المصدر الرئيسي للتشريع، كما يسمح بمُمارسة المعتقدات الدينية الأخرى. يعتنق الغالبية العظمى من أبناء دولة الإمارات العربية المتحدة الإسلام، ويعد المذهب المالكي (المذهب لحكام أبو ظبي ودبي)، والمذهب الحنبلي لإمارة الشارقة ورأس الخيمة، والمذهب الشافعي لأغلب مواطني الإمارات بالإضافة إلى وجود أقلية شيعية أما الوافدون العرب فتتعدد معتقداتهم ما بين المذاهب الإسلامية المختلفة.
يعتنق مواطنو الشارقة ورأس الخيمة المذهب الحنبلي، وتنتشر المساجد والجوامع ومصليات العيد في مختلف أنحاء البلاد لخدمة المسلمين بجميع مذاهبهم، كما يوجد عدد من الكنائس ودور العبادة لخدمة ديانات متعددة أخرى، حيث يعيش في الدولة أعداد كبيرة من الناس يعتنقون المسيحية بمختلف طوائفها والهندوسية وغيرها. تسمح لهم الدولة بأداء شعائرهم الدينية بكل حرية كل في دار عبادته الخاصة.
يوجد بعض معتنقي الطائفة الشيعية في الدولة ولهم حضور واسع في التجارة خاصة وكلاء الماركات العالمية، كما يوجد في القصيص في مدينة دبي مركز لطائفة البهرة.

### التوزيع العرقي
التوزيع العرقي: 19% إماراتيون، 23% عرب وإيرانيون، 50% جنوب آسيويين، 8% آخرون.

### اللغات
اللغة العربية هي اللغة الوطنية لدولة الإمارات العربية المتحدة. ويتحدث الشعب الإماراتي اللهجة الخليجية العربية أصلا. وبسبب حكم البريطانيين لها حتى عام 1971 وكونها مركزا للتجارة فإن اللغة الإنجليزية هي لغة مشتركة ومعرفتها هو شرط عند التقدم لمعظم الوظائف في الإمارات. غيرها من اللغات المستخدمة على نطاق واسع هي الفارسية، التي يتحدث بها الشتات الإيراني، وكذلك الهندي الأردية والباشتو والتاجالوجية، التي يتحدث بها عدد كبير في جنوب آسيا، الشتات البشتون والفلبينية، على التوالي. المالايالامية، اللغة الرسمية في ولاية كيرالا (الهند) يتحدث بها على نطاق واسع من قبل المجتمع التي تشكل الغالبية العظمى من أفراد الجالية الهندية في دولة الإمارات العربية المتحدة. المجموعات الآسيوية الصغيرة الأخرى لا وجود لها، في المقام الأول، الإندونيسية، والبر الرئيسي الصيني والياباني.

## التقسيمات الإدارية
الإمارات العربية المتحدة لها وضع خاص يختلف عن باقي الدول العربية كون نظام الحكم فيها اتحادي فيدرالي؛ فهناك الحكومة الاتحادية ولها دور محدد، وهناك الحكومات المحلية ولها دور ضمن حدود إمارتها. ويحكم الدستور فإن العلاقة بين الحكومة الاتحادية وحكومات الإمارات تتميز بإعطائه الحكومة المركزية سلطات محددة وتركه مساحة غير محددة من السلطات المفهومة ضمنيًا للإمارات كل على حدة. وتحتفظ كل إمارة بالسيطرة على نفطها وعلى ثروتها المعدنية وعلى بعض مظاهر أمنها الداخلي. وللحكومة الاتحادية الكلمة الأولى في معظم مسائل القانون والحكم، ومسؤوليتها بالدرجة الأولى العلاقات الخارجية والسياسات الدولية والدفاع عن الوطن ضمن مسؤوليات أخرى منها الصحة والتعليم وغيرها.
لكن الدستور يمكن حكام الإمارات من التنازل للحكومة الاتحادية في حال رغبوا في ذلك، عن سلطات معينة نص عليها كمسؤولية منفردة لكل إمارة. ومن الأمثلة على هذا الامتياز قرار توحيد القوات المسلحة في منتصف السبعينات. وعلى هذا الأساس فإن لكل إمارة مساحة من الأرض تابعة لها، أكبرها إمارة أبو ظبي. ولكل إمارة استقلالها في إداراتها المحلية. وتتكفل العاصمة أبو ظبي في احتضان جميع الوزارات وإدارة سياسات الدولة وتشريعاتها.
| الرقم   | الإمارة    | الحاكم                | المساحة (كم²) | إحصاء السكان لعام 2005 |  |
| 1       | أبوظبي     | محمد بن زايد آل نهيان | 59434.7       | 1,339,484              |  |
| 2       | دبي        | محمد بن راشد آل مكتوم | 4027.1        | 1,321,453              |  |
| 3       | الشارقة    | سلطان بن محمد القاسمي | 2564.4        | 793,573                |  |
| 4       | عجمان      | حميد بن راشد النعيمي  | 268.2         | 206,997                |  |
| 5       | أم القيوين | سعود بن راشد المعلا   | 702,2         | 49,159                 |  |
| 6       | رأس الخيمة | سعود بن صقر القاسمي   | 2447.1        | 210,063                |  |
| 7       | الفجيرة    | حمد بن محمد الشرقي    | 1579.9        | 125,698                |  |
| المجموع |            |                       | 71023.6       | 4,106,427              |  |

### إمارة أبو ظبي
تعدّ إمارة أبوظبي العاصمة الاتحادية لدولة الإمارات العربية المتحدة. وتقع الإمارة على الحدود مع المملكة العربية السعودية وسلطنة عمان والخليج العربي بين خطي عرض 22.5 و 25 درجة شمالا وخطي طول 51 و 55 درجة شرقا. وهي تعدّ أكبر الإمارات السبع مع مساحة تصل إلى 67,340 كيلو متر مربع بنسبة تصل إلى 86.7% دون احتساب الجزر. يصل عدد سكان إمارة أبو ظبي إلى 1,967,659 نسمة (تقديرات منتصف 2010) مع معدل نمو السكان %7.7 (2005-2010) وتصل المساحة المزروعة بالدونم فيها 556,109 في عام (2010) وعدد الأشجار المثمرة 283,976. وتشتهر فيها زراعة التمور، الخضروات، تربية الدواجن، إنتاج مشتقات الحليب والأسماك.
تضم إمارة أبو ظبي ثلاث مناطق رئيسية هي مدينة أبوظبي، المنطقة الشرقية والمنطقة الغربية. ومدينة أبو ظبي هي عاصمة الدولة، وهي مقر رئيس الدولة ومجلس الوزراء وأغلب الوزارات والمؤسسات الاتحادية وكذلك السفارات الأجنبية، وفيها ميناء زايد ومطار أبو ظبي الدولي، وكذلك تقع فيها معظم شركات البترول والمنشآت والأسواق التجارية. ويعد كورنيش أبو ظبي وما فيه من حدائق ونافورات من المعالم الجمالية للمدينة. أما المنطقة الشرقية وعاصمتها مدينة العين منطقة شديدة الخصوبة وتكثر فيها الخضرة والمزارع والحدائق، وتتوفر فيها المياه الطبيعية التي تتدفق عن طريق قنوات تحت الأرض وعن طريق الآبار. ومن أهم معالمها: حدائق العين الفايضة وجبل حفيت وحديقة ألعاب الهيلي وحديقة الحيوانات ومتحف العين للآثار.
ومدينة زايد هي عاصمة المنطقة الغربية، ويوجد بها كثير من الغابات الحرجية المزروعة لمكافحة التصحر، وتبلغ مساحة الغابات نحو 100 ألف هكتار وعدد الأشجار فيها زهاء 20 مليون شجرة، وكذلك يوجد فيها بعض حقول البترول البرية ومصفاة تكرير البترول في الرويس. ويتبع الإمارة العديد من الجزر أهمها: جزر داس ومبرز وزركوه وارزنة، وهي أهم مناطق حقول البترول البحرية، وجزيرة دلما والسعديات وأبو الأبيض وصير بني ياس.

### إمارة دبي
تعدّ إمارة دبي ثاني أكبر إمارة في دولة الإمارات العربية المتحدة مع مساحة تصل إلى 3,885 كيلو متر مربع، وهي تعادل 5% من مساحة الدولة من دون الجزر، وعاصمتها مدينة دبي. تقع هذه الإمارة على ساحل الخليج العربي بطول يبلغ نحو 72 كيلو مترا. ويقدر عدد سكان الإمارة بـ 2,003,170 مليون نسمة (إحصاءات 2011).
تقدر إجمالي المساحات الخضراء المزروعة فيها بـ 26,218,071 مترا مربعا منها 41,311 شجرة من النخيل طبقاً لإحصاءات عام 2011. يقسم دبي خليج مائي يسمى «الخور» إلى قسمين رئيسيين هما: القسم الجنوبي «بر دبي» وهو يمثل مركز النشاط الرسمي وفيه يوجد ديوان سمو حاكم دبي ومعظم إدارات الشركات والمصارف والجمارك وميناء راشد، وقسم شمالي يسمى «ديره» الذي يعدّ مركزًا للحركة التجارية والسياحية وتضم المتاجر والأسواق والمدارس والفنادق والنوادي ومطار دبي الدولي. كما تحتوي على عدد من المناطق أحد أهما: منطقة جبل علي التي تعدّ من أهم المناطق التجارية والصناعية في الدولة، حيث يوجد فيها أكبر منطقة حرة في الخليج، كما يوجد فيها الحوض الجاف وميناء جبل علي ومصنع دبي للألمنيوم. ومن أهم المعالم السياحية في الإمارة: مناطق حتا والعوير والخوانيج إضافة إلى أطول مبنى في العالم «برج خليفة».

### إمارة الشارقة
تقع إمارة الشارقة على ساحل الخليج العربي بطول يزيد على 16 كيلومترا، وتمتد في الداخل إلى أكثر من 80 كيلو مترا. ويتبع الإمارة على الساحل الشرقي على خليج عمان ثلاث مناطق هي كلباء وخورفكان ودبا الحصن. تبلغ مساحة الإمارة 2590 كيلو متر مربع، وهي تعادل 3.3% من مساحة الدولة من دون الجزر. وهي تعدّ ثالث أكبر إمارة في دولة الإمارات العربية المتحدة من حيث المساحة. ويمثل عدد سكان إمارة الشارقة حوالي 19% من إجمالي عدد السكان في الدولة؛ حيث قدر العدد بـ 946,000 نسمة (إحصاءات 2008)، هذا وتعدّ مدينة الشارقة عاصمة الإمارة وأيضًا العاصمة الثقافية لدولة الإمارات العربية المتحدة وتم اختيارها من قبل منظمة اليونسكو كعاصمة ثقافية للعالم العربي للعام 1998، وهي تقع على الخليج العربي وفيها مقر سمو حاكم إمارة الشارقة وأيضا جميع الدوائر الحكومية والشركات والمصارف والفنادق.
تتميز المدينة بأسواقها التجارية ومبانيها المصممة على الطراز الإسلامي، كما يوجد فيها العديد من مناطق التسلية والترفيه مثل قناة القصباء، وحديقة الجزيرة للألعاب، وكورنيش البحيرة. وتتميز المدينة بارتفاع عدد كبير من المآذن. كما يوجد في الشارقة مطار الشارقة الدولي، وميناء خالد. ويتبع إمارة الشارقة بعض الواحات في الداخل، أهمها: منطقة الذيد ذات الأراضي الخصبة، وفيها الكثير من المزارع التي تنتج كميات كبيرة من الخضراوات والمنتجات الزراعية، وتتبعها في المنطقة الشرقية على خليج عمان مدينة خورفكان، ويوجد فيها ميناء بحري مهم، كما يتبع الإمارة جزيرتا أبو موسى وصير بونعير. 

### إمارة رأس الخيمة
تعدّ إمارة رأس الخيمة رابع إمارة من حيث المساحة، حيث تبلغ مساحتها 1,684 كيلو مترا مربعا، بما يعادل 2.2% من مساحة الدولة من دون الجرز، وبلغ عدد سكان الإمارة 300,000 نسمة (إحصاءات 2012)، وهي تقع على ساحل الخليج العربي بطول يبلغ نحو 64 كيلو متر، وتمتد الإمارة إلى الداخل لمسافة تزيد على 128 كيلو متر، وتشترك مع سلطنة عمان من ناحية الجنوب والشمال الشرقي في حدود جبلية، وهي تمتد بين خطي عرض 25 درجة و26 شمالا، وخطي طول 55 و60 درجة شرقا. وأرسلت رأس الخيمة خطابًا للمجلس الأعلى للاتحاد طالبة الالتحاق بالدولة في 23 ديسمبر 1971. فانضمت فعليًا إلى الاتحاد في 10 فبراير 1972 وانضم حاكمها إلى المجلس الأعلى.
يتبع الإمارة عدد من الجزر في مياه الخليج من أهمها جزيرتا طنب الكبرى وطنب الصغرى. وتعدّ مدينة رأس الخيمة هي عاصمة الإمارة ويقسمها إلى قسمين لسان مائي يسمى خور رأس الخيمة، ويعرف القسم الغربي برأس الخيمة القديمة ويقع فيه متحف رأس الخيمة الوطني وبعض الدوائر الحكومية. والقسم الشرقي يعرف بالنخيل ويقع فيه مقر سمو حاكم رأس الخيمة وبعض الدوائر الحكومية والشركات التجارية. وقد تم ربط القسمين عن طريق جسر كبير يمر عبر الخور لتسهيل الحركة بينهما. ومن المناطق المهمة في الإمارة منطقة خور خوير الصناعية والتي تبعد زهاء 25 كيلو مترا نحو الشمال، حيث تشتهر بالعديد من الصناعات المهمة مثل الأسمنت والأحجار والرخام، كما يوجد فيها ميناء التصدير الرئيس وهو ميناء صقر. وتزخر الإمارة بآثار مدينة جلفار وحصن ضاية ووادي الغاف. وتتميز الإمارة بموقعها وجبالها وسواحلها ومناطقها الزراعية وينابيعها الطبيعية الحارة في عين خت، وادي البيح، وادي حبحب، وادي غليلة، إلخ.

### إمارة الفجيرة
تبلغ مساحة إمارة الفجيرة 1,165 كيلو مترا مربعا أي ما يعادل 1.5% من مساحة الدولة من دون الجزر، وهي تمتد على خليج عمان بطول 90 كيلو مترا، كما أنها تكتسب أهمية إستراتيجية مميزة نظرًا لوقوعها على خليج عمان في حين أن بقية الإمارات الستة تقع كلها على الخليج العربي. يبلغ عدد سكان الإمارة 800 ألف نسمة (إحصاءات 2011). وتعدّ مدينة الفجيرة عاصمة الإمارة حيث يوجد فيها مقر سمو حاكم إمارة الفجيرة إضافة إلى الدوائر الحكومية والمؤسسات والشركات التجارية.
تمتك الإمارة مطار الفجيرة الدولي وميناء الفجيرة الذي ساهم كثيرًا على تنشيط الحركة التجارية والشحن البحري وهو يعدّ أحد أهم موانئ شحن الماشية في العالم؛ حيث أنشأت كبرى شركات الماشية محطاتها الرئيسية للخراف والأبقار في شبه الجزيرة العربية في الفجيرة. وتتميز الإمارة بوجود سلسلة من الجبال الوعرة التي تحصر بينها وبين خليج عمان السهل الساحلي الشرقي، وهو من أخصب مناطق الدولة، وتكثر فيه المزارع. وتقع قرية الفجيرة للتراث بجانب حديقة عين مضب، وهي تصور الماضي القديم بكل ملامحه وتفصيلاته مثل المساكن القديمة وأدوات الطبخ والطعام التي كان يستعملها أجدادنا، وأساليب الري القديمة لسقي المزارع التي كانت تدار بالثور، ويحتوي متحف الفجيرة على مقتنيات أثرية وتراثية قديمة تم اكتشافها في إمارة الفجيرة يعود تاريخها إلى 4500 عام.

### إمارة أم القيوين
تبلغ مساحة إمارة أم القيوين قرابة 777 كيلو مترا مربعا، أي ما يعادل 1% من مساحة الدولة من دون الجزر، وهي تمتد نحو 24 كيلومترا بين الشارقة غربا ورأس الخيمة شرقا، وتقع على ساحل الخليج العربي بطول يمتد نحو 24 كيلومترا. يبلغ عدد سكان إمارة أم القيوين 49,159 نسمة طبقا لتعداد ديسمبر 2005.
تعدّ مدينة أم القيوين هي عاصمة الإمارة، وتقع على خور عميق عرضه كيلو متر واحد وطوله نحو خمسه كيلومترات، وهي مقر سمو حاكم إمارة أم القيوين، وتتركز فيها الدوائر الحكومية كافة، ومختلف الشركات والمصارف والأسواق التجارية، ويوجد فيها ميناء صقر، وكذلك مركز الأبحاث وتربية الأحياء البحرية الذي يساعد على تطوير الثروة السمكية بالدولة. ويتبع الإمارة فلج المعلا، وهي تقع على مسافة 50 كيلو مترا جنوبي شرقي مدينة أم القيوين. كما يتبع الإمارة الجزيرة السينية التي تبعد كيلو مترا واحدا عن مدينة أم القيوين، ومساحتها 90 كيلو مترا مربعا، وهي محمية طبيعية للغزلان والطيور البحرية، وتكثر فيها أشجار القرم.

### إمارة عجمان
تقع إمارة عجمان على ساحل الخليج العربي بطول نحو 16 كيلومترا بين إمارتي الشارقة وأم القيوين، وتبلغ مساحة الإمارة زهاء 259 كيلومترا مربعا وهي تعادل 0.3% من مساحة الدولة من دون الجزر، وبالتالي فهي أصغر الإمارات السبعة مساحة، وبلغ عدد سكانها 206,997 نسمة طبقا لتعداد ديسمبر 2005.
تضم إمارة عجمان ثلاث مدن هي:
- مدينة عجمان التي تعدّ عاصمة الإمارة، وتقع على ساحل الخليج العربي وهي مقر سمو حاكم إمارة عجمان، وفيها جميع الدوائر الحكومية والشركات والمصارف والأسواق التجارية، ويوجد فيها ميناء عجمان الذي يقع على خور طبيعي يمر داخل المدينة.
- مدينة مصفوت وهي تضم منطقتي مزيرع والصبيغة. وهي تشتهر بالزراعة حيث التربة الخصبة والوديان الفسيحة والمناخ المعتدل مما أهلها لتكون مركز جذب للسياحة. كما تتميز بالطبيعة الخلابة حيث الجبال الشاهقة مثل جبل دفتا، وجبل ليشن والجبل الأبيض وكذلك تشتهر بالوديان الفسيحة مثل وادي غلفا والصوامر ومصفوت والخنفرية ووادي الضفدع.
- مدينة المنامة وهي تحوي على سهل مليء بالحصى والرمال وتتميز بالطبيعة الخلابة حيث تضم الجبال العالية والغنية بالمغنسيوم والكروم وأحجار البناء، وتشتهر وديانها بالخصوبة الشديدة وإنتاج المحاصيل الزراعية.

## القوات المسلحة

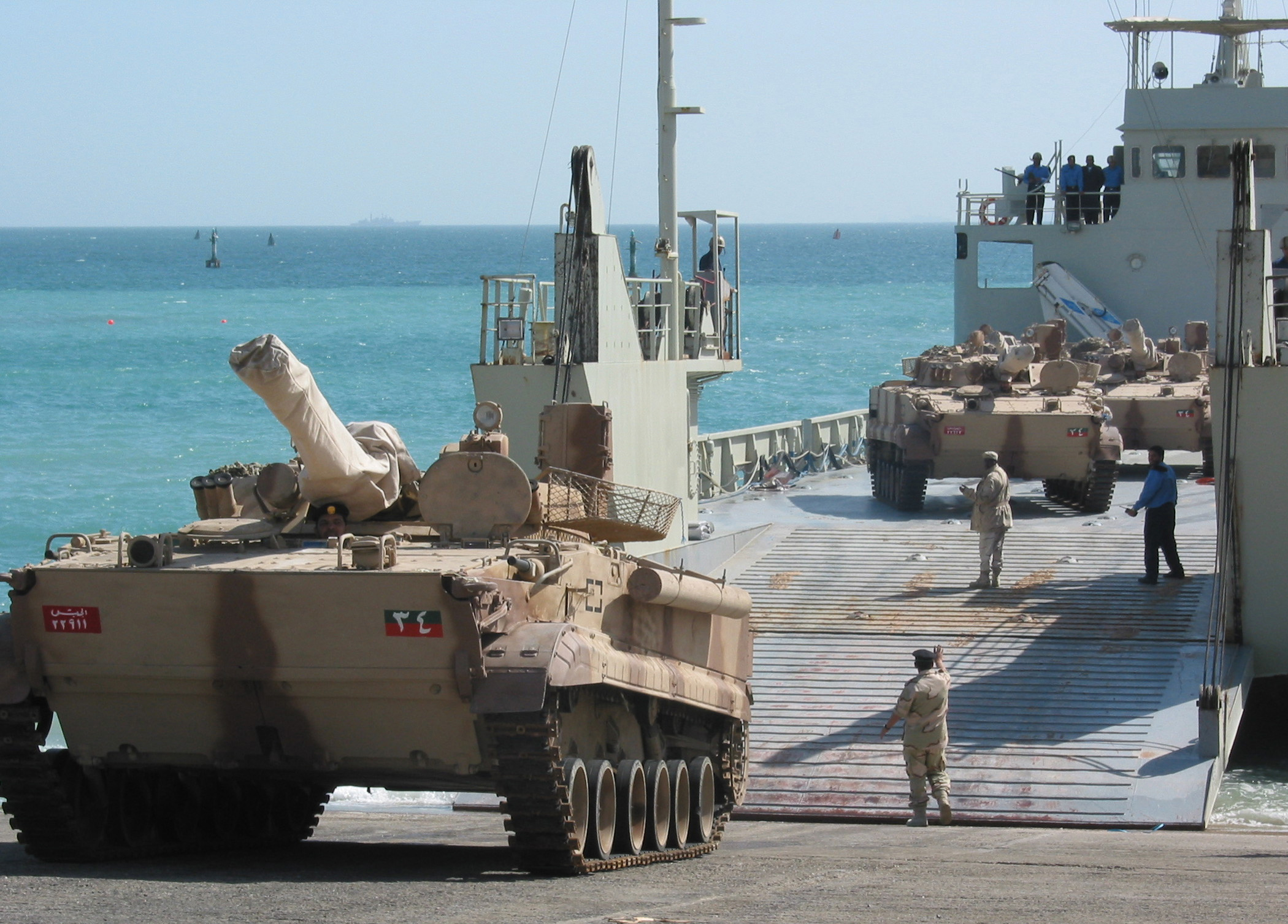
شاركت قوة من الإمارات في حرب تحرير الكويت

القوات المسلحة لدولة الإمارات العربية المتحدة هو الاسم الرسمي للجيش الإماراتي. وقوام القوات المسلحة من 50,500 فردا. تقع قيادتها العامة في أبو ظبي، ومسؤوليتها في المقام الأول الدفاع عن الدولة. كانت القوة العسكرية قبل الاتحاد تعرف باسم قوة كشافة ساحل عمان وكانت تحت القيادة البريطانية، وقد سلمت إلى دولة الإمارات العربية المتحدة عام 1971 لتكون نواة جيشها.

### الضباط
ضباط وأفراد الجيش من مواطني دولة الإمارات العربية المتحدة. وقد تخرج معظمهم من كليات وأكاديميات عسكرية مثل الأكاديمية العسكرية الملكية في ساند هيرست، والأكاديمية العسكرية الأمريكية في وست بوينت، وسانت سير CYR، والأكاديمية العسكرية الفرنسية ويتم تدريب الكثير من أبناء الدولة في الكليات العسكرية في جمهورية مصر العربية سنويا بشكل منتظم وتدريب الضباط في كلية القادة والأركان وأكاديمية ناصر العسكرية العليا في مصر.

### القوة الجوية
اتفقت دولة الإمارات مع عام 1999 لشراء 80 طائرة مقاتلة متقدمة من نوع اف 16 (بالإنجليزية: F 16) متعددة الأغراض. كما يملك سلاح الجو طائرات من نوع ميراج 2000 الفرنسية وطائرات الهوك البريطانية، وطائرات هليكوبتر فرنسية. أما الدفاع الجوي فلديه صواريخ هوك مع توفر التدريب في الولايات المتحدة الأمريكية. وقد حصلت الإمارات على اثنين من أصل خمسة بطاريات إطلاق صواريخ الهوك.
تعدّ هذه المرحلة انتقال نوعي للإمارات في مختلف المجالات. فالجيل الأول من حكام الإمارات واجه تحديات التأسيس وإنشاء الدولة وغرس القيم. فأتي جيل جديد من الحكام الذين احترموا ما أنجزه آباؤهم، عززوه وواكبوا نبض عصر القرن الحادي والعشرين. أدخلوا مفهوم التقنية في الحكم والإدارة. أنشئوا الحكومات الإليكترونية وشجعوا تبني مفهوم بيئة العمل بلا أوراق. وعزز هذا أيضا الاهتمام بالارتقاء بالنوعية على المستويين الحكومي والخاص. كما وثقوا من علاقتهم بالقطاع الخاص. وفي هذا العقد أيضًا بدأت تظهر الجهود السابقة في اتجاه تعليم المرأة فبرزت في مختلف المجالات القيادية والوظيفية في كلا القطاعين الخاص والعام. وقد نجحت دولة الإمارات في وضع نفسها في موقع خاص بين الدول ونالت احترامها ليس لإنجازاتها فقط بل لأنها تمكنت من خلق بيئة عمل وحياة لمجموعات من البشر من جميع أنحاء العالم من مختلف الملل والمعتقدات يعيشون كلهم في بيئة تبدوا إلى حد بعيد في غاية الانسجام.

## أهم إنجازات القرن 21

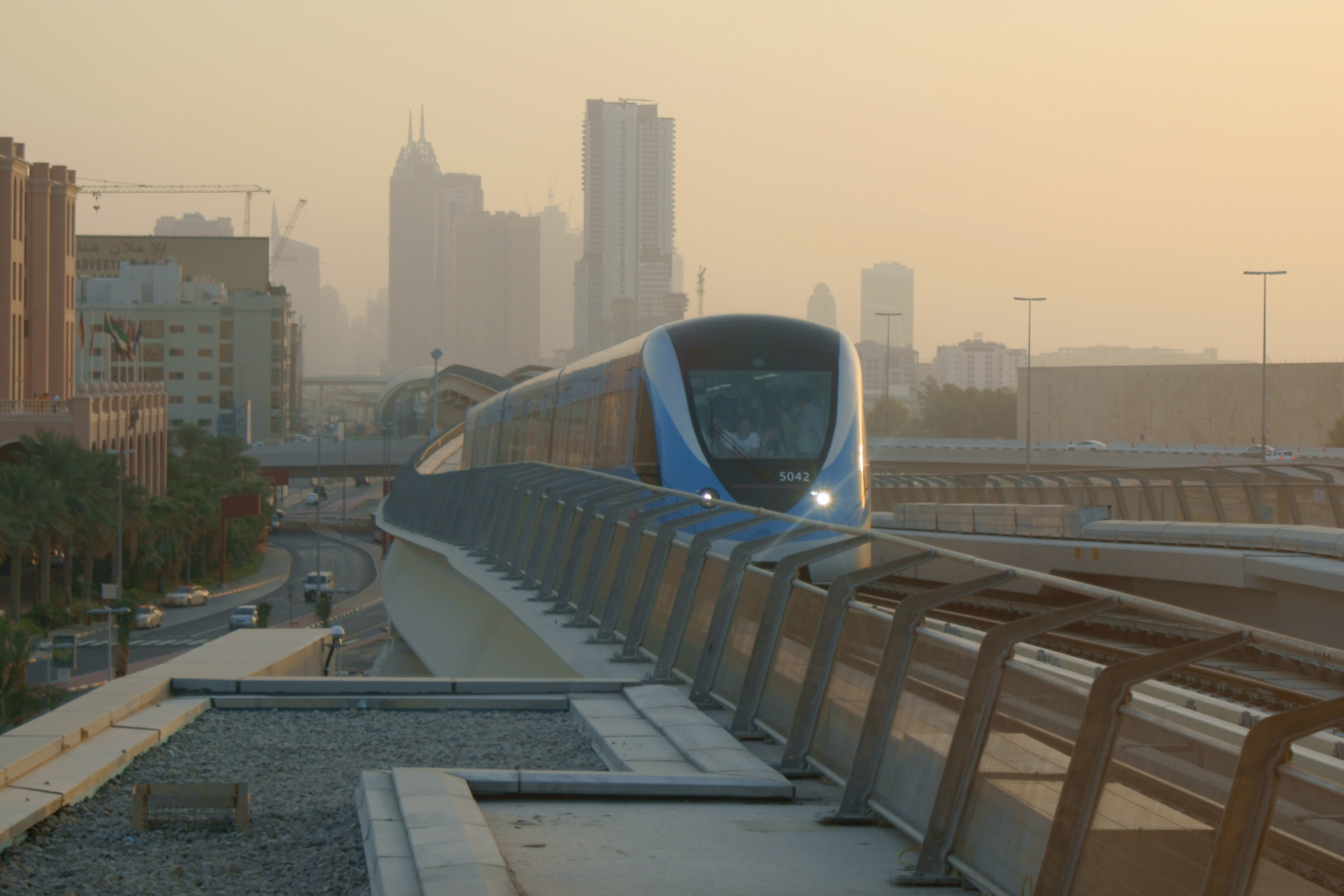
مترو دبي يوم افتتاحه في 9 سبتمبر 2009

- دبي 2003 هو اسم لأول مؤتمر للبنك الدولي ومجلس النقد العالمي ينعقد في دولة عربية. عام 2003
- إنجازات عمرانية كبيرة في مختلف الإمارات خصوصا في دبي حيث أنشئت مدن وأحياء جديدة بأكملها كتلال الإمارات ومرسى دبي، وشاطئ الراحة ومدينة خليفة وغيرها الكثير.
- إنشاء خطين للمترو في مدينة دبي، افتتح في سبتمبر 2009.
- إتباع إستراتيجية اتحادية جديدة نحو مزيد من النمو ارتكازًا على التعليم الحديث.
- تغيير في التشكيلة الوزارية مع اعتماد تنظيم لا مركزي في عمل الوزارات مبني على أهدافها الواضحة التي حددتها الإستراتيجية الاتحادية.
- عدد من القوانين الجديدة انسجامًا مع لوائح حقوق الإنسان.
- تبني مبدأ الانتخاب الديمقراطي في اختيار نصف أعضاء المجلس الوطني الاتحادي مع المزيد من الوعود في منح المجلس دورًا تشريعيًا أكبر.
- إستراتيجيات محلية في كل الإمارات انسجامًا مع الإستراتيجية الاتحادية.
- تشجيع الطاقات القيادية وتنميتها لدى الشباب من الجنسين.
- الاهتمام بدور المرأة ومنحها فرصًا مساوية للرجل في ميادين العمل الحكومي والخاص.
- المركز الأول عالمياً في مؤشر الكفاءة الحكومية وحسن إدارة الأموال العامة، حسب الكتاب السنوي للتنافسية العالمية 2014.
- حصلت دولة الإمارات على 80 نقطة في مؤشر الثقة بالحكومة لتحتل المركز الأول متفوقة على الصين التي حصلت على 79 نقطة ثم سنغافورة 74 نقطة، في حين تراوحت النسبة نفسها في دول أوروبية عدة ما بين 40 و 50 نقطة، ومنها فرنسا وبريطانيا والسويد.
- صعد الشعب الإماراتي إلى صدارة منطقة الشرق الأوسط وشمال أفريقيا كأسعد شعوب العالم ضمن مؤشر السعادة العالمي لعام 2016 متقدماً على شعوب فرنسا واليابان وإسبانيا.
- احتلت الإمارات المركز الأول إقليمياً والثالث عالمياً في مؤشر التسامح المدرج ضمن منهجية تقرير الكتاب السنوي العالمي لعام 2016 الصادر عن معهد التنمية الإدارية بسويسرا بمناسبة اليوم العالمي للتسامح.
- حلت دولة الإمارات في المركز الأول عربياً في لائحة أكبر 100 مصرف عربي بناء على الدراسة التحليلية التي أصدرها اتحاد المصارف العربية استناداً إلى بيانات تلك المصارف.
- الثالثة عالمياً في مؤشر مشتريات الحكومة من التكنولوجيا المتقدمة
- المرتبة الأولى على مستوى الشرق الأوسط وشمال إفريقيا في مؤشر «إنسياد» لاستقطاب الكفاءات، ووفرة الأيدي العاملة من أصحاب المهارات والخبرات 2015 /2016.
- الثالثة عالمياً في ثقة المواطنين بالقادة والسياسيين.
- بحسب تقرير التنافسية العالمي 2016-2017، احتلت الإمارات المركز الثاني عالمياً بعد سنغافورة في مؤشر جودة البنية التحتية للنقل الجوي الذي يرصد المستوى العام للبنية التحتية في المطارات وامتثالها للمعايير الدولية.
- الانضمام لقائمة أفضل 10 اقتصادات في العالم بحلول عام 2021، بينها تصدر المعايير العالمية للوضع المالي الحكومي، من حيث حسن إدارة الأموال العامة، والثقة بمتانة الاقتصاد، والمعدل الأول عالمياً في قدرة الحكومة على تحفيز الابتكار في قطاع الاقتصاد.
- الأولى عالمياً في جودة الطرق

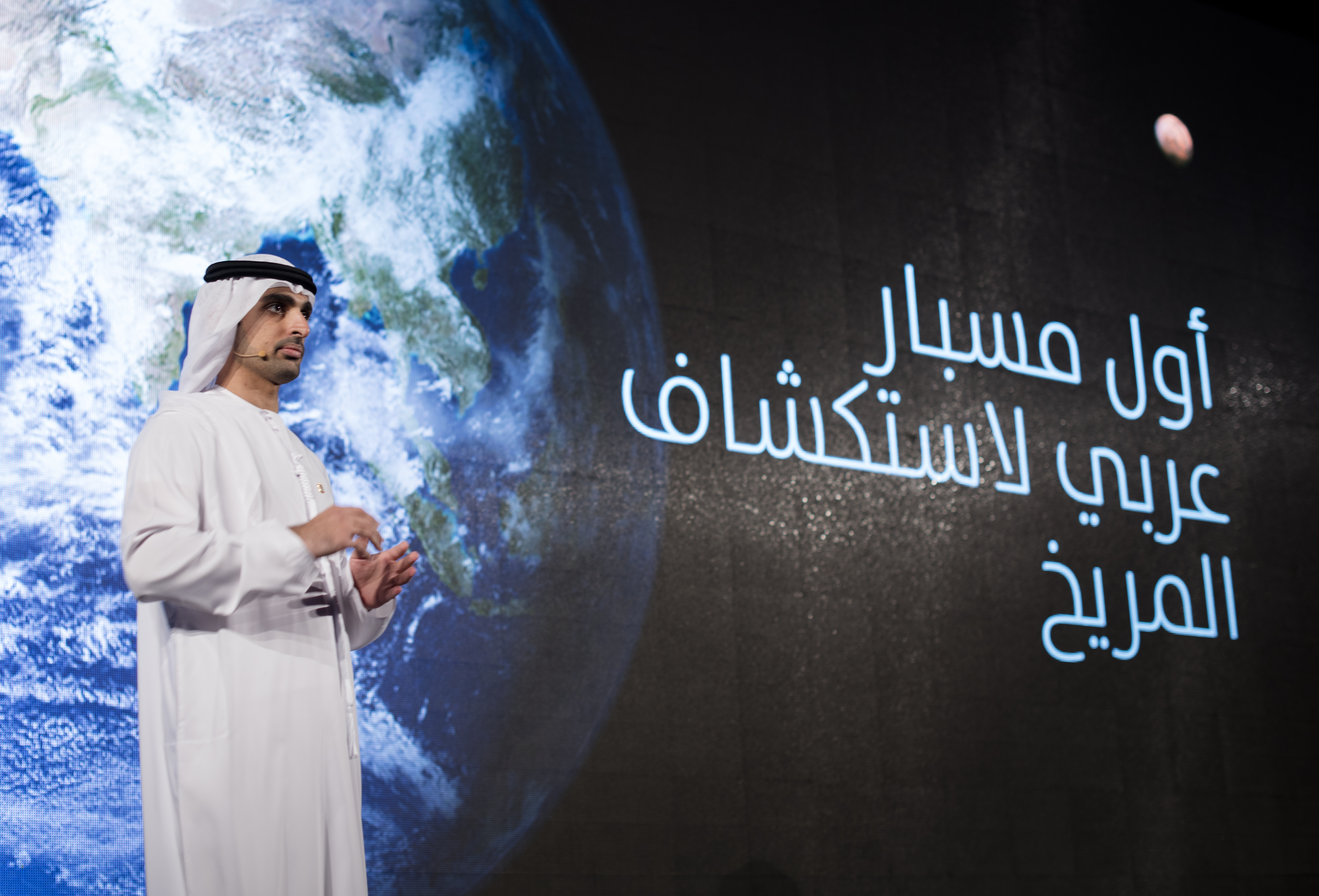
إطلاق مشروع مسبار الأمل

- إطلاق مشروع مسبار الأملالشارقة عاصمة الثقافة العربية عام 1998
- الشارقة عاصمة الثقافة الإسلامية عام 2014
- الشارقة عاصمة الصحافة العربية عام 2016
- الشارقة عاصمة الكتاب العالمية عام 2019
- إطلاق أول قمر صناعي إماراتي دبي سات-1.
- إطلاق مشروع مسبار الأمل أول مشروع عربي إسلامي من نوعه يتضمن إطلاق مسبار فضائي لاستكشاف الكواكب الأخرى
- إطلاق أول مركبة جوية ذاتية القيادة في العالم
- افتتاح أول مكتب مطبوع بتكنولوجيا الطباعة ثلاثية الأبعاد في العالم
- افتتاح متحف اللوفر أبوظبي
- اختيار أبو ظبي مقرا للوكالة الدولية للطاقة المتجددة (ايرينا) في 29 يونيو 2009
- فوز الإمارات العربية المتحدة باستضافة إكسبو 2020 في مدينة دبي.[138][139][140][141][142]
- انطلاق مهمة الإمارات العربية المتحدة إلى المريخ مع مركبة هوب الفضائية في يوليو 2020.[143]

## الثقافة

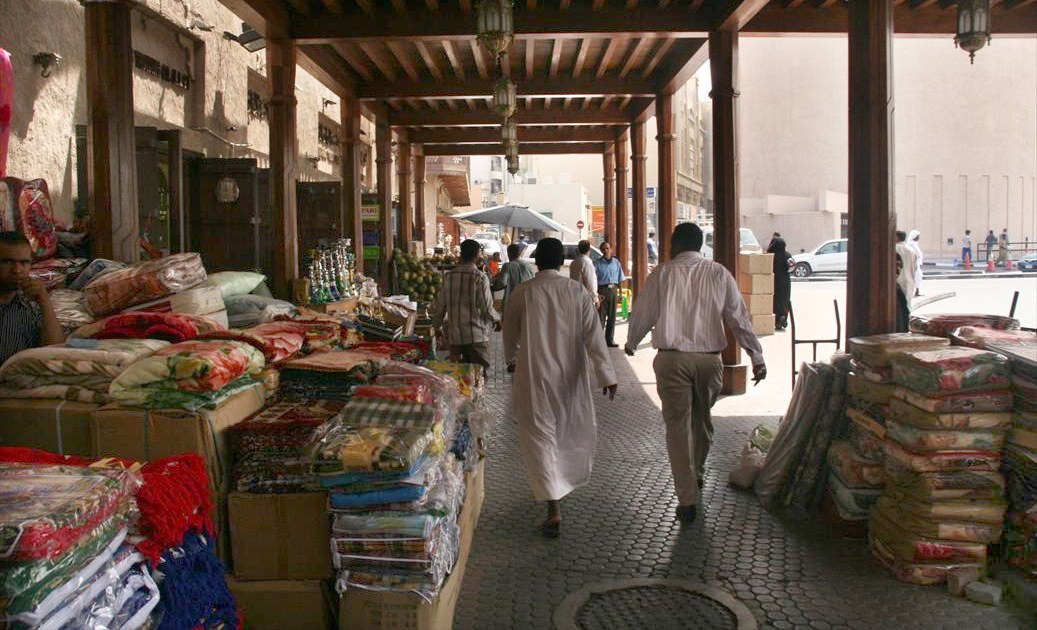
التقليدية سوق في ، دبي

### الأدب والشعر
الموضوعات الرئيسية في الشعر الإماراتي لمجموعة من الشعراء العرب الهجاء، والرجولة، ومدح الذات، وحب الوطن، والدين، والأسرة، والحب، ويمكن أن تتراوح من صفية إلى السرد.
الشعر في دولة الإمارات العربية المتحدة لديه تأثير كبير على الثقافة، وكونها دولة عربية في الخليج العربي حيث كان الشعر جزءً من الثقافة منذ فجر التاريخ. أسلوب وشكل من أشكال الشعر القديم في دولة الإمارات العربية المتحدة قد تأثر بشدة من قبل العلماء العرب في القرن 8، الخليل بن أحمد. خضع هذا النموذج تعديل طفيف (موشحات) خلال الفترة من الحضارة الإسلامية في الأندلس (إسبانيا)، حيث «الخط أو الطعم انضمت إلى شكل اثنين، ولكل منها عدد متساو من القدمين، كل الثاني المنتهي في نفس ناظم الرسالة والصوت في جميع أنحاء قصيدة». شكل الشعر العربي الأصليين، ومع ذلك، لم يسلم من النفوذ الغربي؛ في وقت ما في القرن 20، بدأ الشعر النثر ليشقوا طريقهم في الساحة الأدبية المحلية.
وكان ابن ماجد، الذي ولد بين 1432 و 1437 في رأس الخيمة شاعر مبدع. يتحدر من عائلة من البحارة ناجحة، ابن ماجد لديها ما مجموعه 40 التراكيب الباقين على قيد الحياة، منها 39 بلدا الآيات.
أعظم لامعة في عالم أدبي الإمارات العربية المتحدة خلال القرن 20، ولا سيما للشعر العربي القديم، وكانت مبارك العقيلي (1880-1954)، سالم بن علي العويس (1887-1959)، وأحمد بن سليم (1905-1976). ازدهرت ثلاثة شعراء آخرين من الشارقة، والمعروفة باسم مجموعة الحيرة، أيضا خلال القرن 20 بما في ذلك خلفان مصبح (1923-1946)، الشيخ صقر القاسمي (1925-1993)، يقدر عليه حاكم سابق من الشارقة، وسلطان بن علي العويس (1925-2000). ويلاحظ وتعمل مجموعة الحيرة لقد تأثر كثيرًا من قبل أبولو وشعراء الرومانسية.

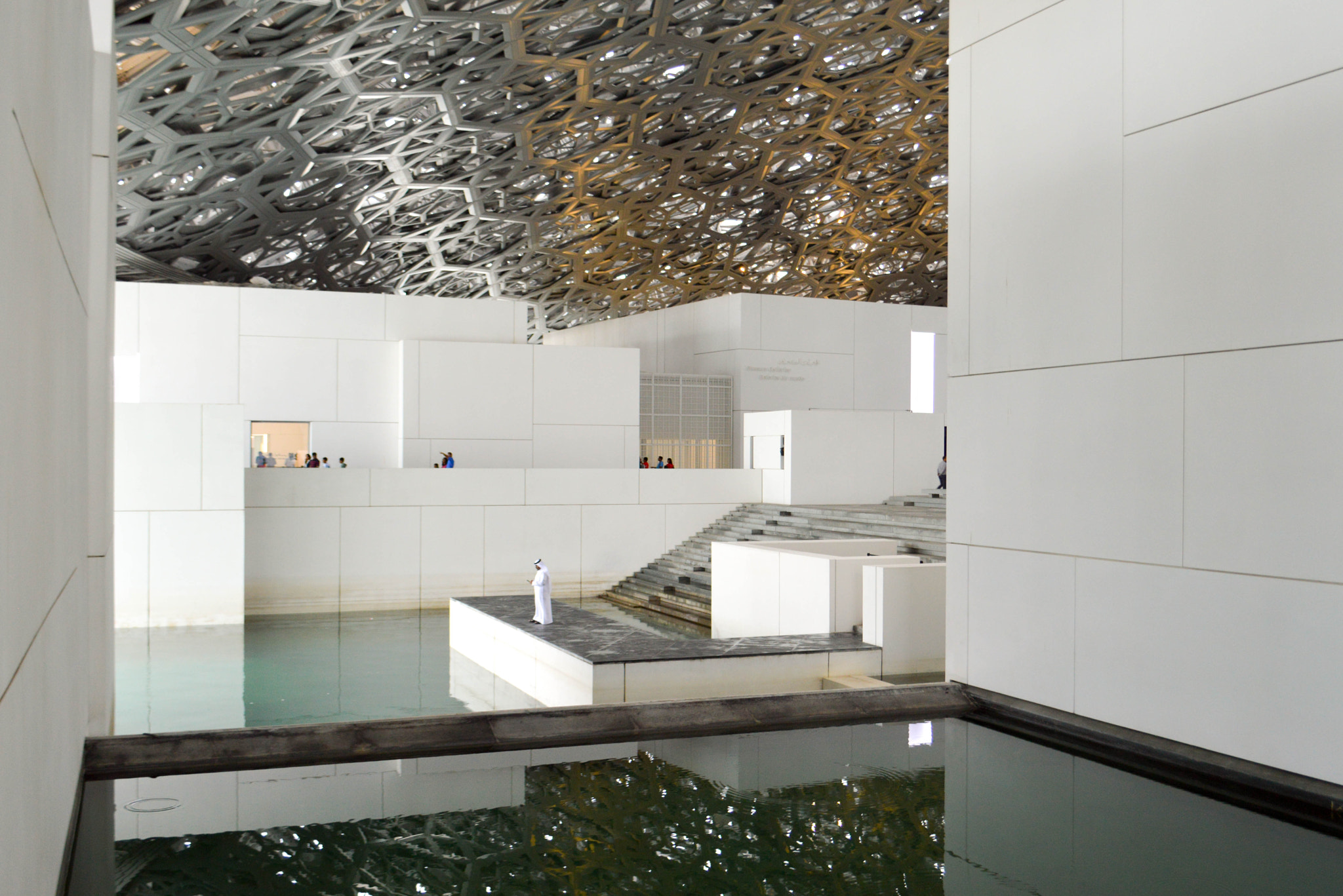
متحف اللوفر أبوظبي

### متاحف ومعارض فنية
لقد أنشأت العديد من الإمارات متاحف ذات سمعة إقليمية؛ معظمها في الشارقة الشهيرة بحي التراث الذي يتضمن 17 متحفا، والذي كان في عام 1998 عاصمة ثقافية للعالم العربي. المجمع الثقافي في أبوظبي هو أيضا مكان هام للعرض التقديمي. في دبي، استقطبت منطقة القوز عدد من المعارض الفنية.
شرعت أبو ظبي على طريق أن تصبح مركز الفن من العيار الدولي، من خلال إنشاء منطقة الثقافة في جزيرة السعديات. هناك، ومن المقرر ستة مشاريع الكبرى: متحف الشيخ زايد الوطني من قبل فوستر + بارتنرز، ومتحف الفن الحديث متحف غاغينهايم أبو ظبي التي سيتم بناؤها من قبل فرانك جيري، والكلاسيكية متحف اللوفر أبوظبي من قبل جان نوفيل، والمتحف البحري تاداو أندو، وهو مركز الفنون الأدائية من قبل زها حديد، وبارك بينالي مع 16 جناحا.
وتخطط دبي أيضا لبناء متحف معرض الفنون ومنطقة لصالات العرض والفنانين.

### الطعام

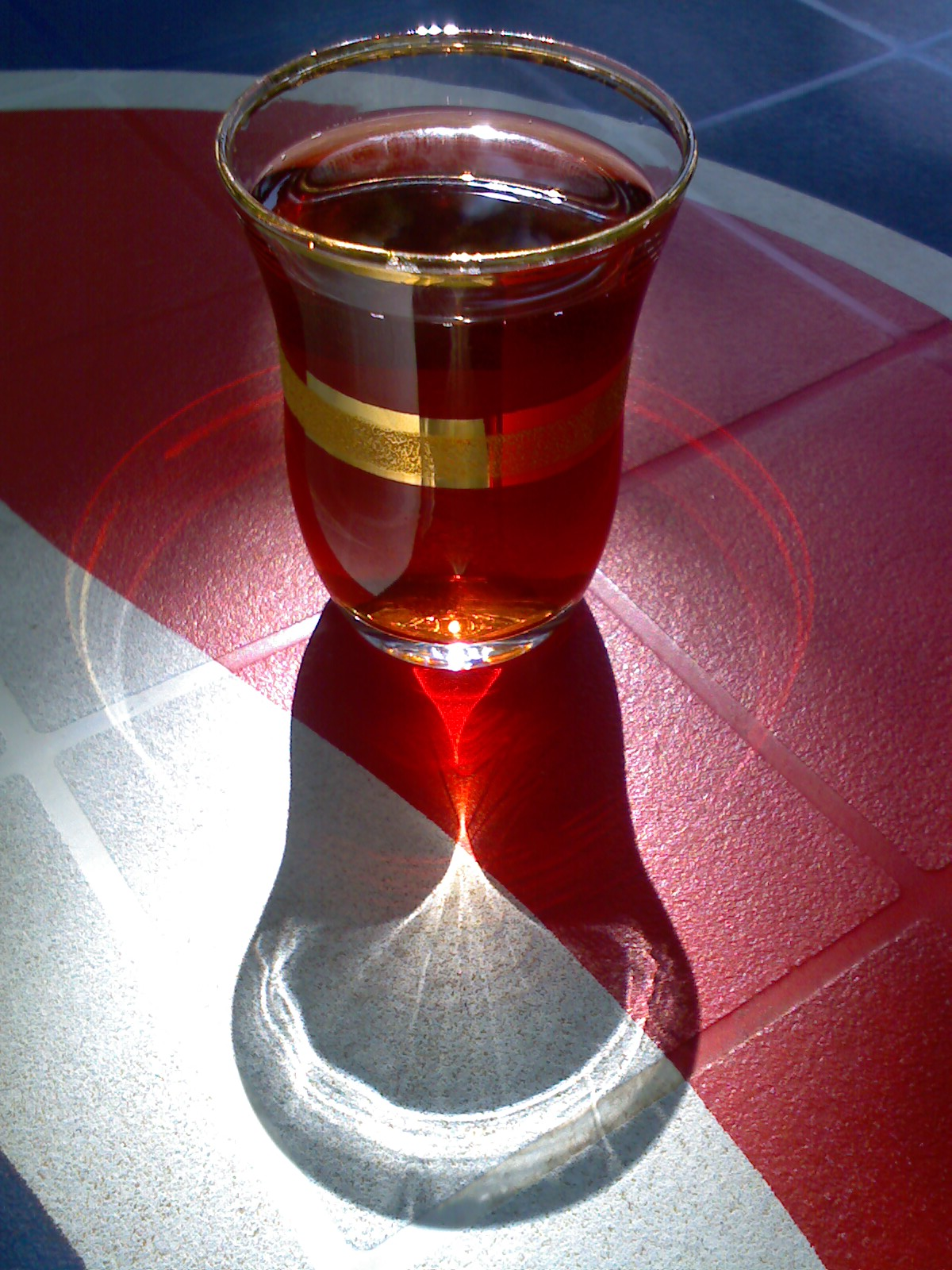
الشاي الإماراتيّ التقليديّ

كان الطعام التقليدي لدولة الإمارات دائما الأرز[ ؟ ] والأسماك واللحوم. وقد اعتمد شعب دولة الإمارات العربية المتحدة معظم الأغذية من غيرها من بلدان غرب وجنوب آسيا بما في ذلك الهند وإيران والسعودية وباكستان وسلطنة عمان. وكانت المأكولات البحرية الدعامة الأساسية للنظام الغذائي الإماراتي لعدة قرون. اللحوم والأرز[ ؟ ] والأغذية الأساسية الأخرى؛ الضأن ولحم الضأن هي أكثر اللحوم المفضلة، ثم الإبل والبقر. المشروبات الشعبية هي القهوة والشاي، والتي يمكن أن تستكمل مع الهيل، والزعفران، والنعناع أو لإعطائها نكهة مميزة. إن الطبيعة عالمية في دولة الإمارات العربية المتحدة يعني أن الطعام من كل قارة ويمكن الاطلاع هنا. أصبحت الوجبات السريعة بشعبية كبيرة بين الشباب، لدرجة أن حملات جارية لتسليط الضوء على مخاطر التجاوزات الوجبات السريعة.
ويحظر على المسلمين من أكل لحم الخنزير، لذلك لا يتم تضمينه في القوائم العربية. الفنادق والمنشآت الأخرى لديها بدائل لحم الخنزير في كثير من الأحيان مثل النقانق من لحم البقر ولحم العجل على قوائم الإفطار. على عكس بلدان أخرى مسلمة، فإنه ليس ضد القانون لتقديم منتجات لحوم الخنزير في البلاد للاستهلاك الشخصي.

### الرياضة

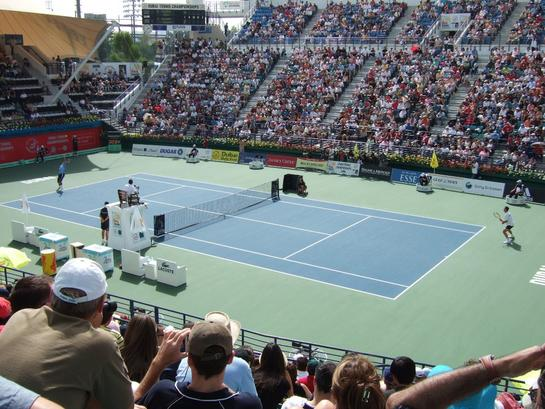
بطولة دبي للتنس في عام 2006

كرة القدم هي الرياضة الشعبية في دولة الإمارات العربية المتحدة. أندية كرة القدم الإماراتية العين، الوصل، الشارقة، الوحدة، والأهلي والنصر هي الفرق الأكثر شعبية ويتمتع بسمعة بطل الإقليمية منذ فترة طويلة. وكان اتحاد كرة القدم الإماراتي أنشئ في عام 1971 ومنذ ذلك الحين كرس وقته وجهد لتعزيز اللعبة، وتنظيم برامج للشباب وتحسين قدرات ليس فقط لاعبيها، ولكن من المسؤولين والمدربين المشاركين مع فرقها الإقليمية. تأهل فريق كرة القدم الوطني ل دولة الإمارات العربية المتحدة في كأس العالم لكرة القدم عام 1990 مع مصر. كان ثالث كأس العالم على التوالي مع اثنين من الدول العربية المؤهلة، بعد الكويت والجزائر في عام 1982، والعراق والجزائر مرة أخرى في عام 1986. فاز منتخب الإمارات العربية المتحدة لكرة القدم بكأس بطولة الخليج مرتين. الكأس الأولى في كانون الثاني 2007 الذي عقد في أبو ظبي وحصل على الكأس الأخيرة في يناير 2013 الذي عقد في البحرين.
الكريكيت هي واحدة من الألعاب الرياضية الأكثر شعبية في الإمارات العربية المتحدة، إلى حد كبير بسبب عدد الوافدين من شبه القارة الهندية، والمملكة المتحدة، وأستراليا. ملعب الكريكيت جمعية الشارقة في الشارقة استضافت 4 اختبار مباريات الكريكيت الدولية حتى الآن. استضافت. ملعب الكريكيت الشيخ زايد في أبو ظبي أيضا مباريات الكريكيت الدولية. دبي اثنين من الملاعب الكريكيت (دبي للكريكت و NO.1 NO.2) مع الثالث، وملعب الكريكيت DSC كجزء من مدينة دبي الرياضية. دبي هي أيضا موطن ل مجلس الكريكيت الدولي. تأهل فريق الكريكيت الوطني ل دولة الإمارات العربية المتحدة على كأس العالم للكريكيت عام 1996، وكاد الفريق في التأهل لنهائيات كأس العالم للكريكيت 2007.

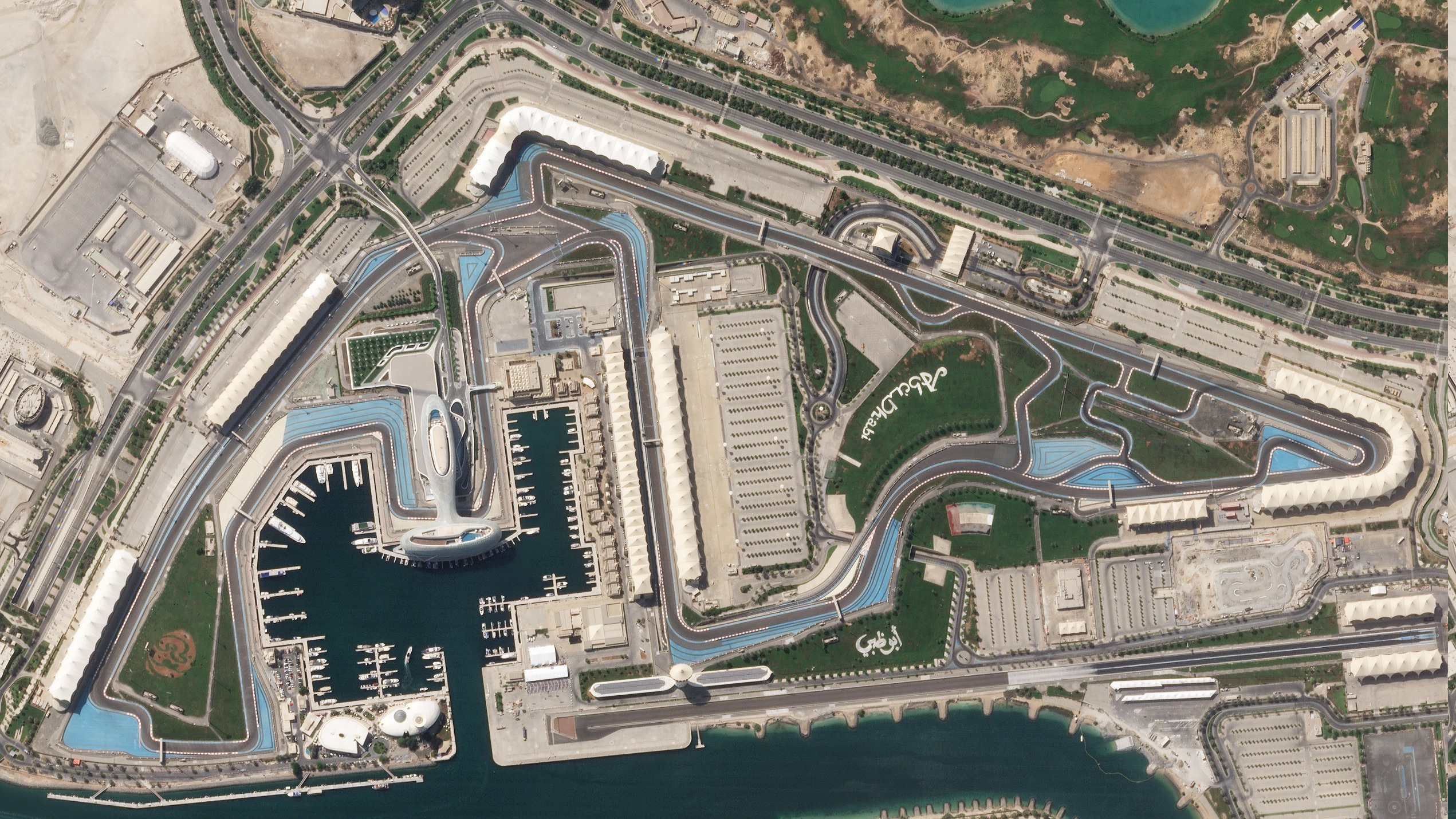
حلبة مرسى ياس

الفورمولا واحد تحظى بشعبية خاصة في دولة الإمارات العربية المتحدة، ويقام سنويا في حلبة مرسى ياس الخلابة. ويقام السباق في وقت المساء، وسباق الجائزة الكبرى الأولى على الإطلاق للبدء في وضح النهار والانتهاء في الليل.
تشمل الرياضات الشعبية الأخرى سباقات الهجن والصيد بالصقور، وركوب التحمل، والتنس.

### الأعياد والعطلات الرسمية
ابتداءً من 1 يناير 2022 طبقت حكومة الإمارات النظام الجديد للعمل الأسبوعي للقطاع الحكومي الاتحادي بالدولة، لتكون أربعة أيام ونصف يوم عمل وذلك من يوم الإثنين إلى الخميس، ونصف يوم عمل في يوم الجمعة، وتكون العطلة الأسبوعية يومي السبت والأحد، وقد أصدر الشيخ سلطان القاسمي حاكم الشارقة قرار بإضافة يوم الجمعة في الإجازة الأسبوعية للشارقة وتقليص أيام العمل في إمارة الشارقة إلى أربعة أيام،  وقبل ذلك التاريخ كانت أيام العمل في الدولة تبدأ من الأحد إلى الخميس، وكانت أيام الجمعة والسبت عطلة نهاية الأسبوع.
| التاريخ          | المناسبة            |
| 1 محرم           | رأس السنة الهجرية   |
| 12 ربيع الأول    | المولد النبوي       |
| 27 رجب           | الإسراء والمعراج    |
| 1 - 3 شوال       | عيد الفطر           |
| 9 ذو الحجة       | الوقوف بعرفة        |
| 10 - 13 ذو الحجة | عيد الأضحى          |
| 1 يناير          | رأس السنة الميلادية |
| 2 - 3 ديسمبر     | اليوم الوطني        |
| 30 نوفمبر        | يوم الشهيد          |

## مواقع خارجية
- موقع الحكومة الإلكترونية لدولة الإمارات العربية المتحدة

## اقرأ أيضًا
- التركيبة السكانية للدول العربية